# 基斯坦奴·朗拿度
克里斯蒂亞諾·羅納度·多斯桑托斯·阿韦罗 GOIH ComM OIC（1985年2月5日—），简称C羅，葡萄牙職業足球員，現擔任沙特職業足球聯賽球會艾納斯以及葡萄牙足球国家队隊長。司職邊鋒、前鋒。目前他共獲得5座金球獎、5次世界足球先生及4座歐洲金靴獎。球隊獎項方面，他一共獲得了7次聯賽冠軍、5次歐洲冠軍聯賽冠軍及2次國際賽大賽冠軍。C羅出身於葡萄牙球隊士砵亭，18歲時加盟英超球隊曼聯。其中在2007-08年球季攻入31個聯賽進球，超越了曼聯前中場球員乔治·贝斯特的紀錄。
C羅納度於2009年加盟皇家馬德里，他效力皇家馬德里共九個賽季，代表皇馬出賽438场，取得451次進球和132次助攻。
2013-14賽季，C羅納度帶領皇馬奪得歐冠及國王盃冠軍，並在該賽季獲得歐洲金靴、歐冠金靴、西甲金靴獎等榮譽。他於2018年7月10日因要求加薪不果而選擇離開了皇家马德里，以1億歐元加盟意大利足球甲级联赛球隊祖雲達斯，同賽季獲得意甲最佳球員獎。2021年，C羅再次加入曼聯。2022年12月25日與利雅德勝利達成轉會協議。
2011及12年，他兩度獲得國際足協金球獎第二名；2013、14、16、17年四度獲得金球獎。2014、16年以及17年獲得得歐洲足協最佳球員。
2021年1月21日，C羅成為足球史上入球最多的球員，共打入760球，而且數字仍持續增加中。同年5月19日成为历史上首位在欧洲五大联赛中完成至少三個联赛（分別為英超、西甲、意甲）所有国内赛事奖杯大满贯的球员。9月1日以111球的紀錄，超越伊朗球員阿里·代伊（109球）成為吉尼斯世界纪录男子足球國際賽最高進球數量紀錄保持者。12月2日，C羅以801球入球，成為史上第一位超過800球進球的足球員。
根據《福布斯》公佈的2022年全球運動員收入排行榜，C羅納度以年收入4.5億美元，排名第1名。2021年1月3日Instagram追踪人数达到4亿9千万人，这使他成为了历史上第一位Instagram追踪人数达到5亿的用户。
2023年3月23日，C羅納度成為男子足球國家隊史上最多出賽次數保持者，獲頒發吉尼斯世界紀錄。
2024年6月18日，C罗参加了对阵捷克的2024年歐洲足球錦標賽F組赛事，成为唯一一位欧洲杯六朝元老。
2024年9月5号，C罗在对阵克罗地亚的欧国联比赛中完成破门，职业生涯进球突破900个。

## 早年
1985年2月5日，C朗拿度生于葡萄牙领土馬德拉島豐沙爾尼尼羅門多薩醫師醫院。母亲Maria Dolores dos Santos Aveiro 是一位厨师；父亲José Dinis Aveiro是一位花匠。他名字中的"Ronaldo"是其父根据曾当演员的時任美国总统罗纳德·里根的名字Ronald命名的，后者是其父最喜欢的演员。 他是父母最年幼的孩子，上面有一位兄长Hugo；还有两位姐姐：Elma与Liliana Cátia。其曾祖母Isabel da Piedade来自佛得角圣维森特岛。
15岁时，C朗拿度曾因心脏问题险些提前告别自己的球员生涯，在C朗拿度母亲和里斯本竞技足球俱乐部人员的帮助下，C朗拿度成功地完成了手术，几天后他就重新出现在训练场上。

## 球會

### 里斯本竞技
C朗拿度出身於葡萄牙著名球隊里斯本竞技，當時他憑藉優秀盤扭技術揚威國內。在2003-04年球季前，憑著里斯本竞技的出色發揮下，里斯本竞技在對陣曼聯的友誼賽中以3-1擊敗對手。C朗拿度亦因而引來曼聯教練弗格森的注意。弗格森最後以1,224萬英鎊轉會費引入C朗拿度，取代剛轉會皇家馬德里的大卫·贝克汉姆成為曼聯「7」號球衣的新主人。

### 曼徹斯特聯

#### 2003/04赛季
加入曼聯後，C朗拿度主要擔任右翼的角色，亦不時參與左路的進攻。曼聯在2003-04年聯賽揭幕戰對保頓時，C朗拿度後備入替並首次為曼聯上陣。他一上場便發揮他快速的盤扭協助球隊4-0大勝。在2004年英格蘭足總盃決賽中，他首開紀錄，並以出色表現為曼聯取得3-0的勝利。2003-04赛季C朗拿度在各项比赛中出场40次，并在对米尔沃尔的足总杯决赛中首开纪录，为曼联捧杯立下头功。赛季末，他被曼联球迷票选为俱乐部“巴斯比爵士最佳球员奖”。

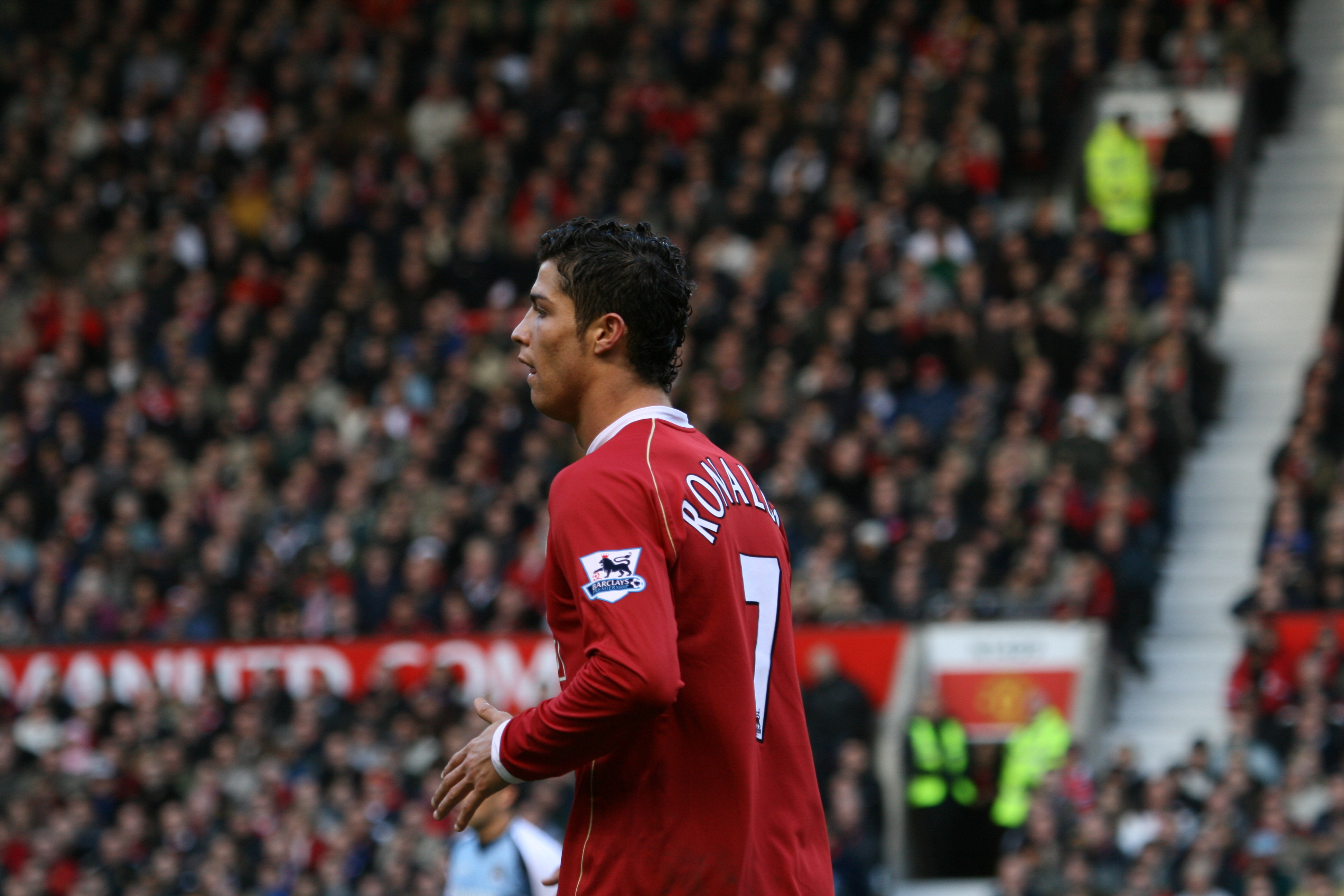
2006-2007球季的C朗拿度。

#### 2004/05赛季
在曼聯的第二季，C朗拿度不斷成長，並協助曼聯在海布里球場以4-2擊敗前一屆英超聯冠軍阿森纳，比賽中他攻入兩個入球。

#### 2005/06赛季
2005-06赛季捧回了联赛杯。2006年，他入选英超最佳阵容，荣获国际职业球员协会最佳新人，当选葡萄牙年度体育名人。

#### 2006/07赛季
C朗拿度於2006-07年球季表現日漸成熟。在第一場曼聯對富勒姆的比賽中，C朗拿度接應鲁尼的傳中攻破富勒姆的大門，助球隊大勝5-1，粉碎了自世界杯以後他與鲁尼不和的傳聞。他除了頻頻助攻之外，亦成為球隊的十二碼劊子手。他的入球能力更是突飛猛進，無論是十二碼、遠射、罰球抑或是頭槌攻門均能取得入球，甚至於連續三場聯賽賽事梅開二度。賽季最終他一共攻入23球，與鲁尼並列球隊最佳射手，其中有17個英超聯賽入球，成為英超有史以來其中一位入球最多的中場球員。

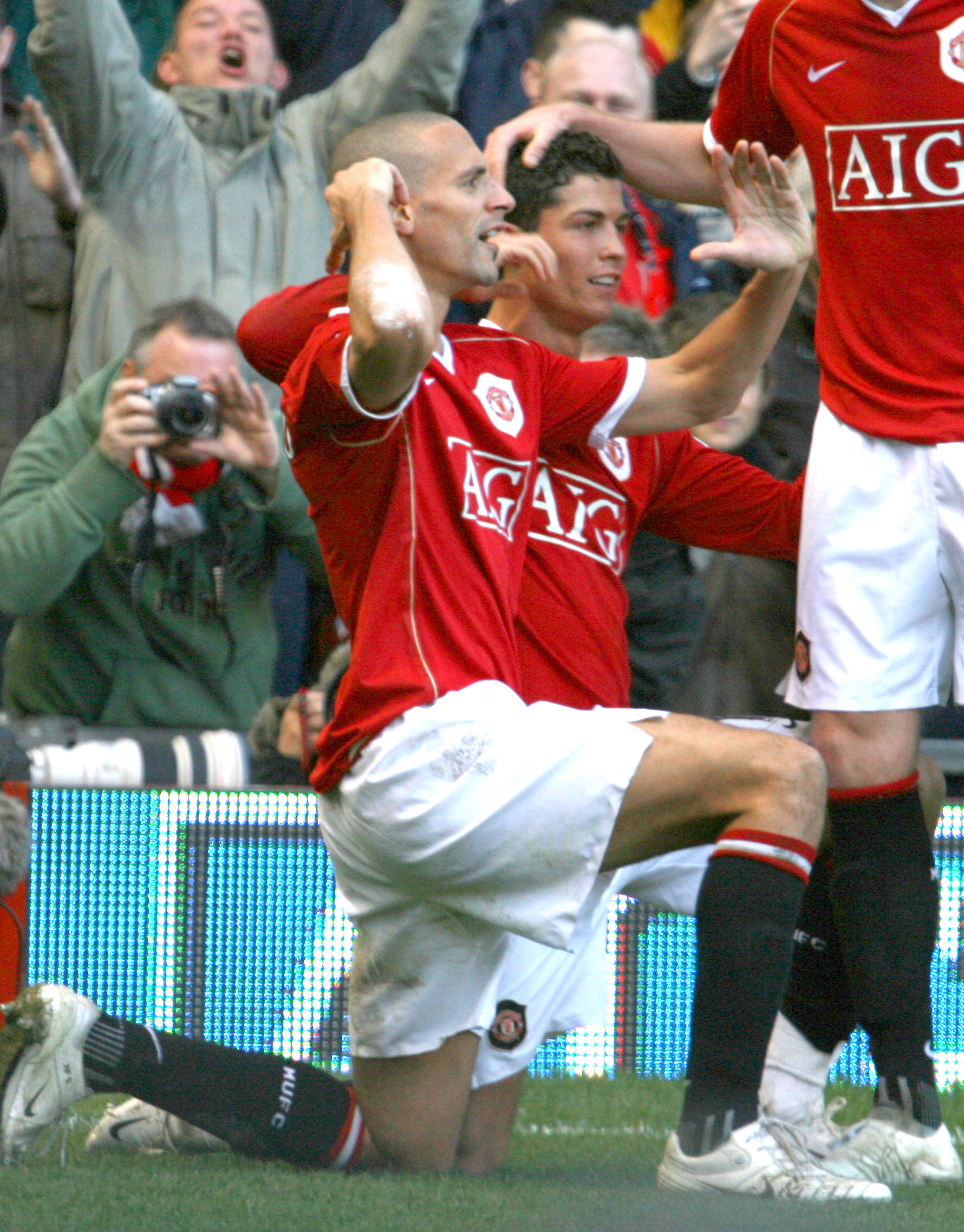
C朗拿度(中)取得入球後，與里奧費迪南(左)慶祝。

2007年4月13日，C朗拿度簽訂5年新約繼續留效曼聯。4月23日，在06/07赛季PFA最佳球員和最佳年青球員的評選中，C朗拿度分别力壓與奪獎。C朗拿度是30年以來首位包攬這兩個獎項的球員。5月4日，他又獲得足球記者協會的英格蘭足球先生，成為史上第一個同獲此三項殊榮的球員。

#### 2007/08赛季
曼聯首循環對伯明翰攻入一球後，C朗拿度的入球潮一發不可收拾，並成為07/08球季四大聯賽以中場球員的身份第一位率先打破20球大關的球員，而他更在主場對紐卡斯尔的比賽中上演在曼聯足球生涯的第一次帽子戲法，助球隊以6:0大勝紐卡斯尔。本賽季他一共攻入了42球，並獲得了幾乎所有個人榮譽，包括曼聯年度最佳球員、英超最佳十一人、英超最佳射手、英超最佳球員、巴克萊銀行（英超官方贊助商）賽季最佳球員、英格蘭球員先生、PFA英格蘭足球先生、FWA英格蘭足球先生、歐洲金靴獎（歐聯神射手）、歐洲冠軍聯賽最佳射手、歐洲足協球會最佳前鋒、歐洲足協球會最佳球員、《隊報》歐洲年度最佳陣容、拉美媒體評年度歐洲最佳球員、FIFPro年度最佳十一人及年度最佳球員、《世界足球》年度最佳球員等，並協助球隊獲得了聯賽、歐冠冠軍兩項最重要的賽事冠軍。

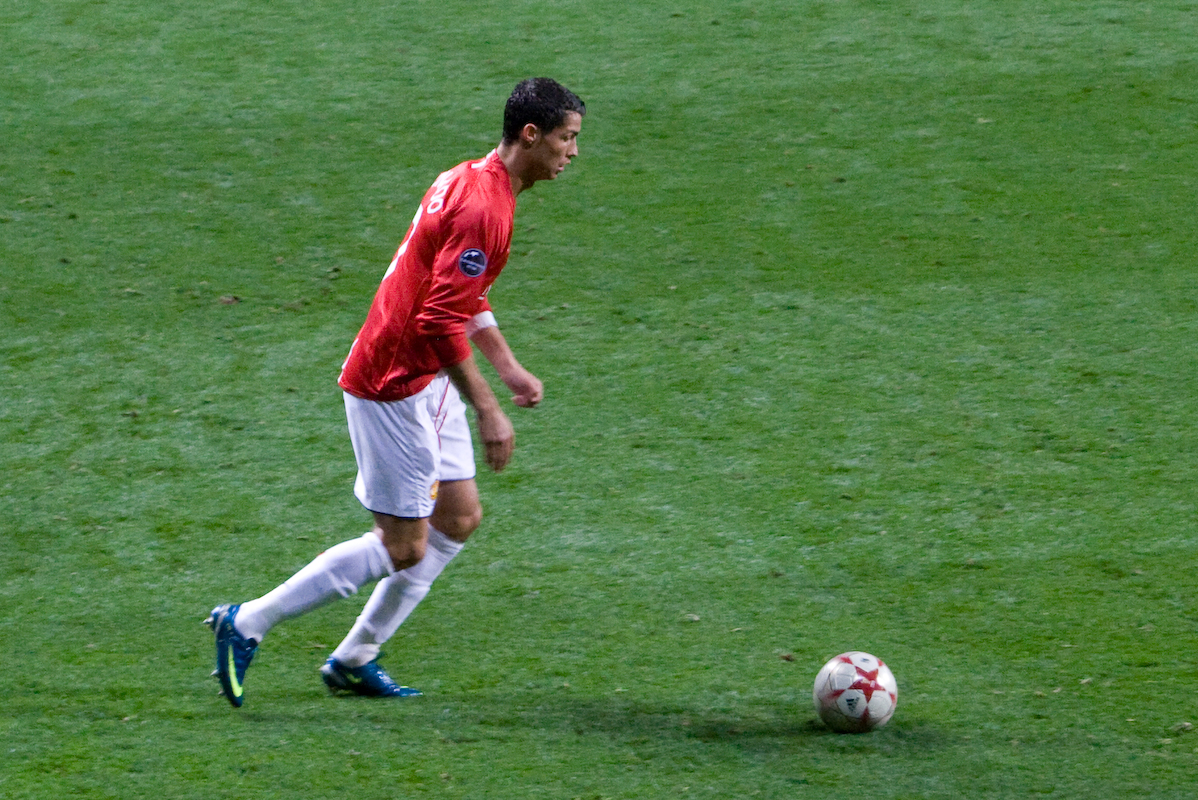
C朗拿度操刀射十二碼

2008年度，C朗拿度囊括了金球獎、國際足協世界足球先生、歐洲金靴獎三項足壇頂級個人榮譽，是繼巴西球星罗纳尔多之后的第二人。但是在其它榮譽和團隊冠軍方面，他則遠遠超過了罗纳尔多，獲得了聯賽冠軍、聯賽最佳射手、歐冠冠軍、歐冠最佳射手、英格蘭聯賽的兩個足球先生等等，總計22個榮譽，是世界足壇史無前例的大滿貫。

#### 2008/09赛季
赛季前，C朗拿度受到皇家馬德里等球隊青睞，C朗拿度在主教练弗格森的游说下決定留隊一年为曼联延续胜利做过渡。C朗拿度在開季時養傷近一個月，其後在9月17日的歐冠分組賽對維拉利爾時復出。9月24日，他在英格蘭聯賽盃對米杜士堡中射入他在該季首個入球。11月15日，C朗拿度通過罰球射入了自己在曼聯的第100個入球。3月1日，他助曼聯獲得英格蘭聯賽盃。4月15日，他在對波圖的歐冠八強中射入一記40多碼的世界波，時速更達103km/h，不但令曼聯晉級四強，還得到弗格森的稱讚﹔朗拿度亦憑着這個入球奪得2009年國際足聯普斯卡什獎。其後，曼聯連續三年奪得聯賽冠軍。可惜，曼聯在歐洲聯賽冠軍盃決賽中0:2輸給巴塞罗那，未能成為在歐洲聯賽冠軍盃改制後首支連奪兩次冠軍的球隊。
同時，皇家馬德里再次向罗纳尔多招手。曼聯在6月10日宣佈接受皇家馬德里破世界紀錄的8000萬英鎊開價。C朗拿度簽約6年，週薪大約20萬英鎊，為当时全球最高。

### 皇家馬德里

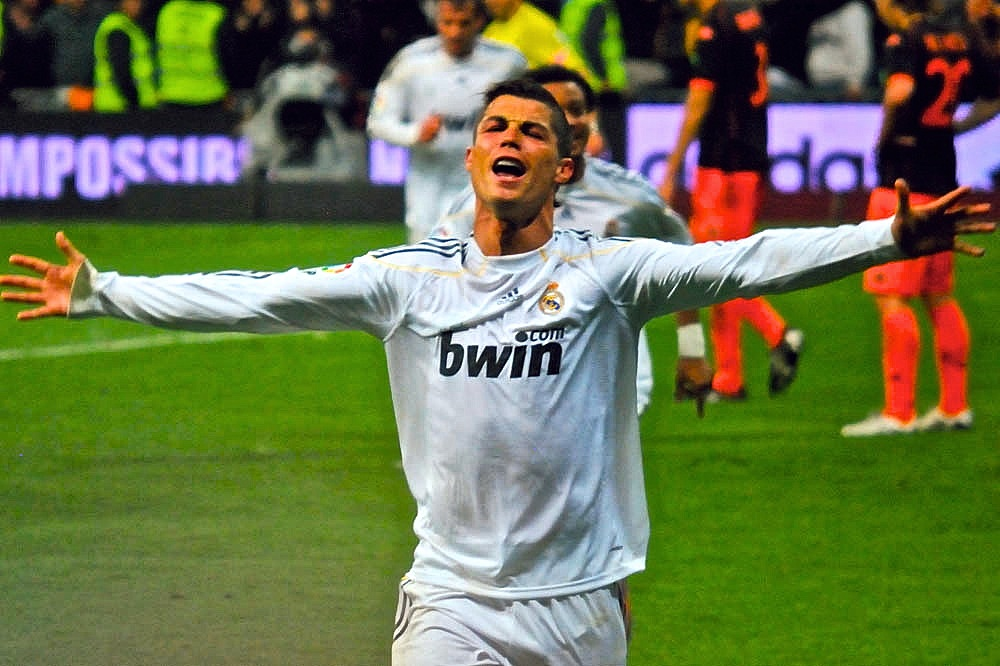
C朗拿度2009/10

#### 2009/10赛季
2009年6月26日，皇家馬德里官方確認C朗拿度將於7月1日以8,000萬英鎊轉會費加盟皇馬，年薪高達1,100萬。C朗拿度因此一举成为拥有最高单笔与累计转回金额双料世界纪录的足球运动员。7月6日，C朗拿度正式以皇馬球員身份在伯纳乌球場亮相，展示他的9號球衣，受到在場80,000名球迷熱烈歡迎，打破了1984年馬勒當拿受意甲球會拿玻里75,000名球迷歡迎的紀錄。
C朗拿度首次代表皇馬，在主場對拉科魯尼亞的西甲賽事中射入一球十二碼，2009-10年球季的首五場的西甲賽事，C朗拿度均有進賬，但他在11月時因傷缺陣了一個月。在，直至兩場分組賽，他連續兩次梅開二度。帶領皇馬以C組首名晉級十六強，但在十六強，皇馬以總比數1-2敗給里昂出局。C朗拿度在西甲出場29次，轟入26球，交出7次助攻。皇馬以破紀錄的96分，創下皇馬在西甲聯賽的最高積分，但巴塞羅那以99分夺冠。

#### 2010/11赛季

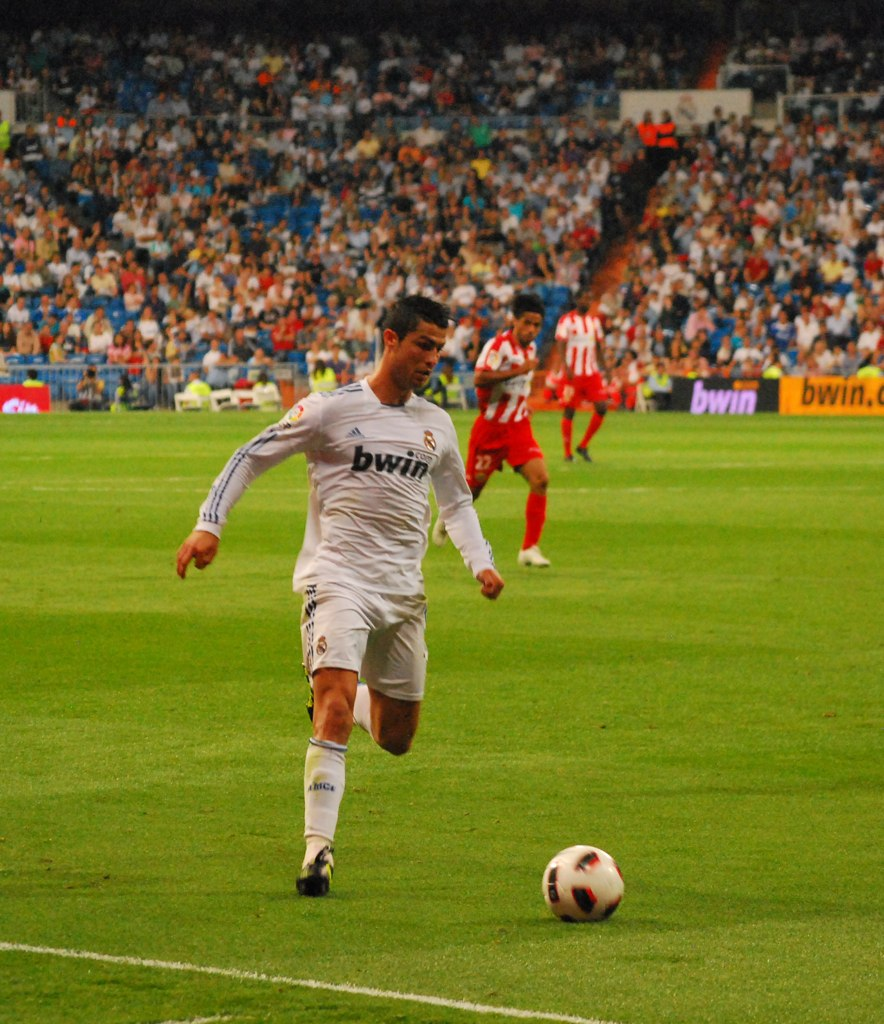
C朗拿度 2010/11

劳尔離隊後，C朗拿度改穿7號球衣，原本穿的9號球衣由本澤馬取代。穆里尼奥上任皇馬教練後，C朗拿度在皇馬的成績更突出，2010年10月23日，C朗拿度在皇馬對桑坦德的賽事中攻入4球，職業生涯第一次「大四喜」，協助球隊6-1大勝。
2011年1月9日，C朗拿度再度完成連中三元，並助攻復出不久的卡卡取得入球。這場比賽後，C朗拿度18場聯賽射入22球。同年3月17日，C朗拿度協助皇馬打破七年歐冠盃十六強出局的魔咒，以3-0淘汰里昂，總比數以4-1擊敗對手，帶領皇馬七年來首度擠身歐冠盃八強﹔他還協助皇馬晉級該球季西班牙盃決賽，在決賽加時103分鐘更攻入一球，以1-0擊敗死敵巴塞羅那，協助皇馬18年來首次問鼎這項賽事，亦打破了皇馬近三年的錦標荒﹔5月7日，C朗拿度在皇馬對西維爾的西甲賽事中再攻入4球，職業生涯第二次「大四喜」，協助球隊以6-2大勝對手。最後他以40球成為神射手並破前墨西哥传奇射手效力皇马时期创造的西甲入球紀錄，并以史上最高的80分评分獲得了2011年度的歐洲金靴獎，这也是C朗拿度职业生涯第二次获得该奖项。

#### 2011/12赛季
2012年4月12日，C朗拿度取得2011-12球季第七次聯賽帽子戲法，攻入個人該季聯賽第40球，成為西班牙甲組聯賽史上首位連續兩季入球數量達40的球員。4月22日的聯賽國家打吡中，C朗拿度射入奠勝球，助皇馬以2-1擊敗巴塞，取得關鍵三分。他在该赛季的出色表现帮助皇家马德里提前两轮夺得了阔别长达3年的西甲联赛冠军，同時亦获得了该年度西甲联赛最佳球员奖。

#### 2012/13赛季
2012年8月30日，皇家马德里队在西班牙超级杯两回合总比分4:4（客场2:3，主场2:1）击败巴塞罗那，第9次夺得西班牙超级杯。C朗拿度在两回合中攻入两粒进球，他脚后跟挑球“戏”皮克破门更是这届西超杯的经典，值得一提的是，C朗拿度完成了对巴萨连续5场都有进球的壮举，比肩前皇马传奇萨莫拉诺成为史上第一人，在近年7场西班牙国家德比中，C朗拿度打入了6粒进球，同时还是西甲史上第一位连续4场都在诺坎普进球的球员。
2013年2月3日，C朗拿度在2012/13球季西班牙足球甲組聯賽第22輪對陣格蘭納達中回防角球，卻不幸把球頂進了自家球門。這是C朗拿度職業生涯首粒烏龍球。
2013年2月14日，C朗拿度在歐洲聯賽冠軍盃16強首回合賽事，主場迎戰曼聯。是他加盟皇馬後，首次倒戈老東家，最終賽事以1:1告終。朗拿度在這場賽事中以驚人的彈跳力及頭槌功架頂入扳平一球，而防守朗拿度的艾拉只能目定口呆看着皮球直飛網內。有研究指C朗拿度的彈跳力比一般的NBA籃球員跳得更高，在一場西甲比賽中他彈跳高度一度達到1米07。
2013年3月5日，C朗拿度在歐洲聯賽冠軍盃16強次回合賽事，客场对阵曼联的比赛中再次成为众人焦点，因为这是他在转会皇家马德里之后第一次重回老特拉福德。比赛中C朗拿度打进反超一球，帮助皇马以2：1取胜。

#### 2013/14赛季
C朗拿度帮助皇马获得欧洲冠军联赛冠军和西班牙国王杯冠军，他凭借本赛季的出色表现获得了欧洲金靴、欧冠金靴、西甲金靴等，其中以17球创造欧冠史上个人单季最多进球的纪录。同季除了獲頒金球獎外，C朗拿度還再度赢得了Goal 50世界最佳球员奖。这是葡萄牙人第三次赢得该奖，以表彰他在2013-14赛季带领俱乐部赢得期待第十个欧洲冠军杯的表现。

#### 2014/15赛季
季前的歐洲超級盃，C朗拿度梅開二度，協助皇馬2-0擊敗歐霸盃盟主西維爾奪魁，自己則從恩師費格遜手中接過全場最佳球員獎項。摩納哥當地時間8月28日黃昏，C朗拿度當選歐洲最佳球員。
入球數據上，C朗拿度本季在西甲出賽35場，攻入48球，然而皇馬在歇冬後表現回落，最終再次失落聯賽冠軍及國王盃冠軍，歐冠亦在四強被祖雲達斯淘汰，季尾領隊安察洛堤被解僱，由前利物浦及拿玻里主帥賓尼迪斯繼任。

#### 2015/16赛季
2015年9月30日，C朗拿度梅開二度為皇家馬德里作客2-0勝馬模，達到了職業生涯500球里並追平魯爾在皇家馬德里的入球紀錄
2015年12月29日皇家馬德里在主場以8：0狂數瑞馬尔莫，在欧洲冠军联赛A組以不敗姿態昂然晉級，其中除本澤馬大演帽子戲法外，C朗拿度更取得「大四喜」，個人累積11球打破欧洲冠军联赛分組賽的最高入球紀錄。
2016年4月13日，欧洲冠军联赛8強次回合，皇家馬德里在主場上演絕地反擊，在首回合落後2球下，C朗拿度大演帽子戲法，3:0大勝沃夫斯堡，兩回合計以3:2驚險晉級。C朗拿度不但帶領球隊晉身4強，还創下首位在2屆欧洲冠军联赛都射入15球以上的球員；首位在一屆欧洲冠军联赛造出3次帽子戲法的球員的紀錄。
2016年5月28日欧洲冠军联赛決賽，皇家馬德里憑塞尔吉奥·拉莫斯的進球迫和馬德里競技90分鐘內1:1言和，在加時賽后互射12碼階段决定胜负，在頭5輪，馬德里競技有胡安弗蘭射失，終由第5射的C朗拿度射入，皇家馬德里最終互射12碼以5:3勝出，捧走球會歷史上第11座欧洲冠军联赛錦標。
C朗拿度今季攻入52球，成為歐洲各大聯賽歷史上，第一個連續6個賽季都至少攻入50球以上的第一人。

#### 2016/17球季
C朗拿度由於在歐國盃決賽中膝部受傷，缺陣球會開季後的數場比賽，復出之後在歐冠分組賽，面對母會士砵亭，攻入重要的罰球協助球隊最終以二比一反勝對手，C朗拿度入球後作出不會慶祝的手勢。十一月，C朗拿度面對馬體會時攻入三球，成為馬德里打吡的入球紀錄保持者。
2017年5月22日西甲最後一輪賽事C朗拿度在皇馬對馬拉加攻入一球，亦是他個人在皇馬及西甲單季賽事連續八季攻入20球或以上，並且兼助皇馬打破五季西甲冠軍荒。
在歐冠賽事方面，皇馬以次名晉級，十六強面對意甲的拿玻里，C朗拿度當時陷入入球荒並沒有入球。C朗拿度在歐冠的入球荒隨即在八強打破，在面對拜仁慕尼黑的八強賽事中，兩回合中共五度破門，其中在次回合更上演帽子戲法，率領皇馬以4:2反勝，總比數以6:3晉級。
四強賽事中C朗拿度在皇馬主場面對馬體會的賽事入面上演帽子戲法，協助球隊以三比零取勝。儘管次回合C朗拿度並沒有入球，馬體會最後以二比一取勝，但亦無阻皇馬再次晉級歐聯決賽，對手為意甲冠軍祖雲達斯。
2017年6月3日欧洲冠军联赛決賽C朗拿度在皇马對尤文图斯梅开二度，个人取得欧冠改制后首次卫冕的成就，也第四次赢得欧冠冠军兼成為今屆歐冠決賽中的最佳球員。並且於今屆歐冠射手榜以12球反壓其巴塞罗那宿敵梅西成為今屆神射手。亦成為歐冠歷史上第一位球員贏得歐冠六次單季神射手獎。
C朗拿度亦成為歐冠歷史第一位能連續八季單季歐冠賽事攻入10球或上的球員。C朗拿度今季攻入57球，這也讓他成為歐洲各大聯賽歷史上，第一位連續7個賽季都至少攻入50球以上的球员。

#### 2017/18赛季
2017年，C朗因為在西班牙超級杯對上巴塞隆納以3-1勝利的比賽中被罰第2張黃牌，紅牌出場。C朗不滿球證判罰，情緒失控下推倒裁判，被禁賽五場。
2017年10月24日，C朗拿度击败内马尔和梅西，荣膺2017世界足球先生 ，个人第五次获得该奖项。
该赛季皇家马德里在西甲赛场早早落后巴塞罗那，逐渐失去西甲冠军争夺资格。赛季结束共积76分，排名第三。
欧洲冠军联赛中，皇馬只能以次名出線，對手為法甲的巴黎聖日耳門。十六強首回合，C朗拿度攻入兩球，助球隊以3-1主場擊敗對手。次回合，C朗拿度射入一球重要的作客入球，最終皇馬以2-1取勝，兩回合計，以5-2淘汰對手。歐洲聯賽冠軍盃八強，皇馬對陣意甲冠軍祖雲達斯。在作客都靈的比賽C朗拿度貢獻兩入球一助攻，其中一球更為驚世倒掛，助球隊以0-3取勝。次回合，祖雲達斯一度領先主隊三球，然而最後關頭出現一個十二碼，C朗拿度主射入球，皇馬以1-3驚險晉級。5月26日，C朗拿度助皇马于乌克兰首都基辅举办的欧冠决赛中3-1击败利物浦，取得欧冠改制后首个三连冠，个人生涯第5座欧冠奖杯。該季他以15球夺得该赛季欧洲冠军联赛最佳射手，这也是他连续第6次、生涯第7次获此殊荣。
C朗拿度今季攻入50球，成為歐洲各大聯賽歷史上，連續8個賽季都至少攻入50球以上的第一人，C朗拿度個人在皇馬及西甲單季賽事連續九季攻入20球或以上，亦成為歐冠歷史第一位能連續九季單季歐冠賽事攻入10球或上的球員。此外C朗拿度已經連續10輪西甲比賽取得入球了，這是他在西甲第二長的連續入球狀態。

### 尤文圖斯

#### 2018/19賽季
2018年7月10日，C朗拿度宣布離開皇家馬德里，轉投意甲豪門尤文圖斯，合約為期4年，轉會費為1億500萬歐元。
2019年3月12日，C朗拿度在尤文主場對陣馬德里競技的比賽中上演帽子戲法，幫助球隊在首回合0-2落后的情况下完成了3-2的大逆轉，進軍歐冠八强。這是西蒙尼執教馬競以来，C朗拿度個人對馬競上演的第4次帽子戲法。但是尤文依舊未能突破八强，被阿賈克斯逆轉淘汰。
在個人入球方面，C朗拿度無緣爭逐意甲神射手，最後入球數字是21個，名列第四，這是他自2005/06球季仍然效力曼聯以來，首次未能打入聯賽射手榜前三名。

#### 2020/21赛季
2020年11月21日，C朗拿度的两个进球帮助尤文主场2-0击败卡利亚里获得了胜利，而加上這次的两个进球，C朗拿度以748球在世界足坛总射手榜超越普斯卡什成為歷史第四名。
2021年1月3日，C朗拿度在對陣烏迪內斯的意甲第15輪比賽中，於第31分鐘和第70分鐘攻破對方球門，以758球進球數打破球王比利足球生涯757球進球數。1月20日，C朗拿度又以760球成為足球歷史上進球最多的球員。
2020/21賽季，C朗拿度奪得意甲神射手。惟仍未能為尤文圖斯奪得意甲，這是尤文圖斯十年內第一次失落意甲。

#### 2021/22赛季
2021年8月22日，新赛季意甲联赛第一轮，尤文图斯客场2-2战平乌迪内斯，这也是C罗最后一次为尤文图斯出场。

### 重返曼聯

#### 2021/22赛季
2021年8月27日，曼聯與祖雲達斯簽下以2500萬歐元的轉會費且為期2年的合約，讓C羅重返前東家曼聯身披7號球衣。
2021年9月11日，C羅在主場對紐卡索聯的比赛中完成回歸曼聯首秀，45+1分鐘便取得首個入球，為曼聯先開紀錄，更於61分鐘上演梅開二度，協助球隊最終以4-1獲勝。賽後C羅被選為最佳球員。時年36歲的C羅，也成了曼聯隊史上最年長的梅開二度的球員。
2021年12月2日，曼聯主场对阵兵工廠，C罗本场不仅成為史上首個職業生涯進球突破800球大關的球員，更梅开二度，累積801個進球，帮助球队3-2战胜对手。
2022年3月12日，曼联主场迎战热刺，C罗上演回归曼联的第一次帽子戏法帮助曼联3:2战胜热刺这也是时隔14年C罗再一次为曼联上演帽子戏法，他也以807球成为历史第一射手王。
2022年4月16日，曼聯主場對諾域治，C羅繼去年9月回歸曼聯以來第二次在英超賽事成就帽子戲法。是為其踏入30歲後在正式賽事的第30次帽子戲法。

#### 2022/23赛季
2022年5月，在埃里克·滕哈赫接掌曼聯教鞭后，C羅在球队中的角色逐渐边缘化。10月一场曼联2比0击败托特納姆热刺的比赛，C罗拒绝替补出赛，因此受到纪律处分。
2022年10月10日，曼聯客場對陣艾佛頓的比賽中，C羅替補登場進球，幫助球隊2-1反勝對手，這也是他俱樂部生涯的第700顆入球。
2022年11月13日，C罗在电视节目皮尔斯摩根不设限中表示他對埃里克·滕哈赫的敬意「荡然无存，因为他没有对我表示尊重」，「不只是教练，还有队上其他2、3人也是，我觉得遭到背叛。」。C罗表示球隊高層希望他離隊。
2022年11月22日，曼聯官方宣佈C朗離隊，即時生效，C朗表示「在與曼聯的對話之後，我們雙方同意提前終止合同，我愛曼聯，我愛球迷，這一點永遠不會改變，不過，我覺得現在是時候尋求新的挑戰了。」

### 利雅得胜利

#### 2022/23赛季
2022年12月30日，沙特俱乐部利雅得胜利宣布与C朗签约二个赛季，年薪高达破纪录的2亿欧元。
2023年1月20日，由利雅得胜利和利雅得新月组成的利雅得全明星队在俱乐部友谊赛中以4-5不敌巴黎圣日耳曼，C罗迎来沙特赛场首秀。此役C罗梅开二度，并在赛后被评为MVP。
2023年1月22日，利雅得胜利凭借塔利斯卡的进球1-0击败达曼协作，C罗迎来沙特联赛首秀。
2023年1月27日，利雅得胜利1-3不敌吉达联合无缘沙特超级杯决赛，C罗无缘沙特赛场首冠。
2023年2月3日，利雅得胜利在客场2-2逼平哈萨征服，C罗最后时刻绝平打入沙特联赛首粒进球。2月9日，利雅得胜利客场4-0击败麦加统一，C罗首次在沙特赛场上演大四喜。2月17日，利雅得胜利2-1击败布赖代合作，C罗上演助攻梅开二度。2月25日，在对阵达马克的联赛中，C罗再次上演帽子戏法，帮助球队3-0获胜。
2023年3月9日，利雅得胜利在沙特联赛的“天王山之战”中以0-1输给吉达联合。3月14日，利雅得胜利在沙王杯主场3-1淘汰艾卜哈，C罗迎来沙王杯首秀，在最后时刻被换下。
2023年4月24日，在沙王杯半决赛上，利雅得胜利在全场多打一人的情况下，0-1爆冷输给麦加统一，无缘决赛。

#### 2023/24赛季
2023年7月17日，西甲球队塞尔塔在葡萄牙约战利雅得胜利，C罗迎来新赛季首秀。
2023年8月12日，阿拉伯球會冠軍盃決賽中，C朗第74分鐘攻入了珍貴的一球打平比分，成功讓球隊進入加時賽，並於第98分鐘梅開二度，最後2-1擊敗同城對手利雅得新月，C朗奪得加入利雅德勝利後首個冠軍頭銜。
自新赛季联赛开赛以来，虽然利雅得胜利遭遇开局两连败，但是从第三轮开始，C罗状态回暖，先是在对阵哈萨征服的比赛中上演帽子戏法，然后又在对阵利雅得青年的比赛中梅开二度。
2023年9月19日，C朗在2-0擊敗波斯波利斯的比賽中首次亮相亞冠聯賽，成為足球史上第一位達到1000場職業比賽不敗的球員。
2023年10月2日，C朗在3-1擊敗杜尚貝獨立的比賽中首次在亞冠聯賽進球。10月3日，C羅連續第二個月獲得沙特职业足球联赛月度最佳球員獎，他在四場比賽中攻入5球並助攻3次。
2023年12月上旬，艾納斯足球會官方正式宣布C罗參加利雅得胜利中国行活动，2024年1月24日、1月28日將先後對陣上海申花、浙江隊兩家中超聯賽俱樂部，此次艾納斯的中國行將會是C朗第八次來到中國。1月23日，主辦方宣布中国行活动延期舉行。
2024年3月8日，C罗领衔的利雅得胜利在主场1-3不敌布赖代先锋，多赛一场落后领头羊利雅得新月9分，基本宣告无缘联赛冠军。3月11日，在亚冠西亚区半决赛次回合的一场比赛上，C罗在第118分钟打入一粒绝平进球，并在点球大战中第三位出场，将点球踢进。最终，利雅得胜利总比分4-4战平艾因（首回合0-1，次回合常规时间3-2，加时赛1-1），在点球大战中以1-3落败。至此，利雅得胜利仅剩沙特国王杯和沙特超级杯两项赛事有望夺得锦标。
2024年4月9日，利雅得勝利在沙特超級杯半決賽1-2不敵利雅得新月，C朗在86分鐘因開肘撞擊對手而紅牌離場，此事亦導致C朗在聯賽被禁兩埸。
2024年5月31日，在2024年沙特國王盃決賽中，加時賽 1-1 戰平後，他在點球大戰中5-4敗給沙特希拉爾（其中他打入了本隊的第二粒點球），他追平了羅渣里奧·切尼所創下的男性職業足球運動員頂級賽事最多參賽記錄（1,225 場）。
C朗在2024-25賽季以25個聯賽進球結束，連續第二次成為聯賽最佳射手。

## 葡萄牙國家隊
C朗拿度現為葡萄牙國家足球隊队长，球衣7號。2003年8月代表葡萄牙國家隊出賽，當時對哈薩克。2004年歐洲國家杯他隨國家隊出賽，首戰為開幕戰對希臘，他射入該場葡萄牙的唯一入球；在對荷蘭的準決賽中更先開紀錄。不過值得惋惜的是，國家隊最終在決賽功虧一簣，而C朗拿度更在球場大灑男兒淚。其後C朗拿度在2004年8月舉行的雅典奥运会足球賽事再度代表葡萄牙。至2005年6月11日，他共為國家隊出賽24次，取得8個入球。

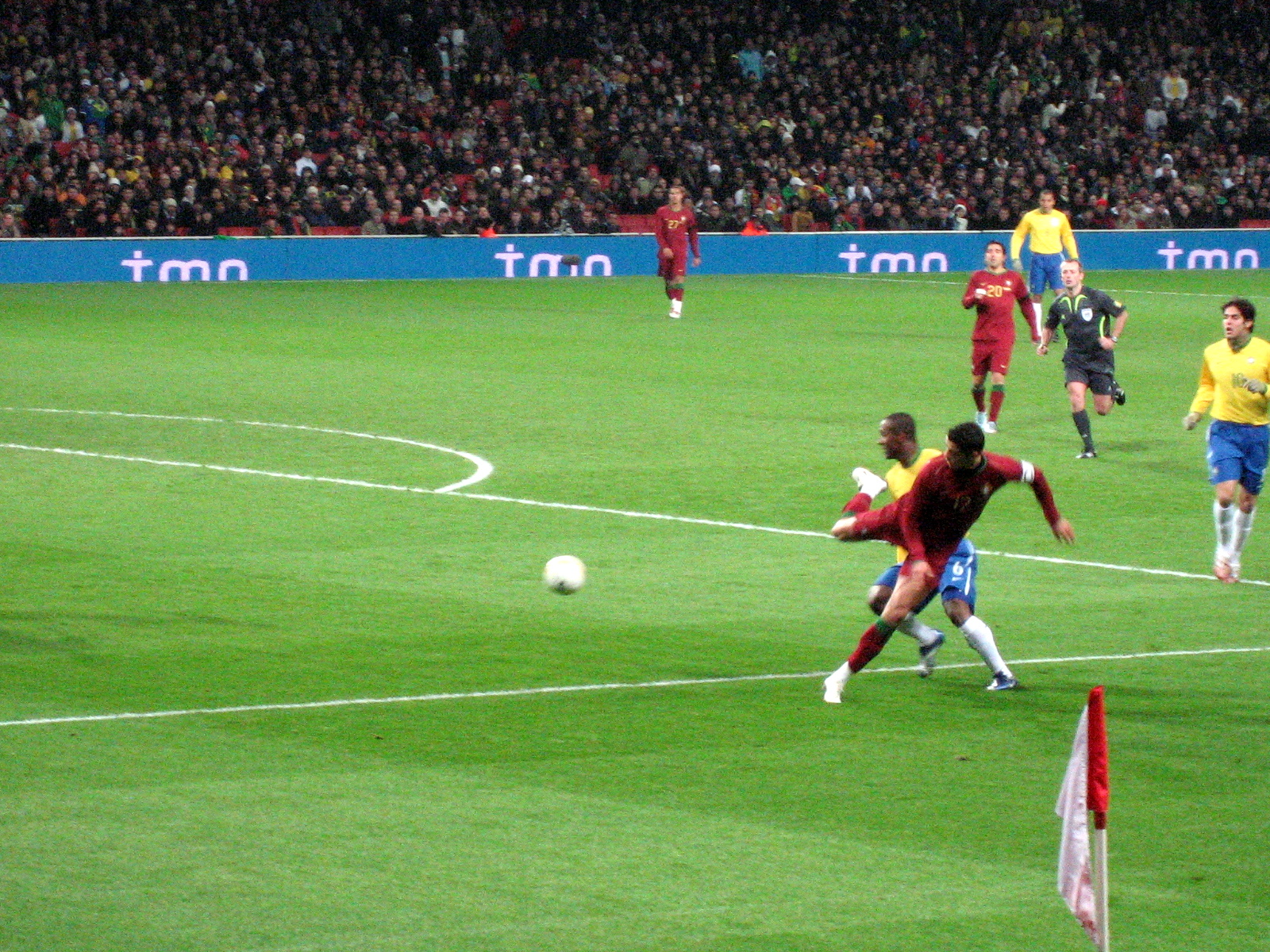
C朗拿度在2007葡萄牙對巴西的友谊赛中首次出任国家队队长

令他真正揚威的是2006年世界杯。他在對伊朗的一場分組賽裡射入一球，其後他還一路跟随葡萄牙殺入四強。再加上當時正值費高等葡萄牙黃金一代的最後一屆世界盃，而C朗的表現正正完成了葡萄牙的新舊交替。自此他的實力獲得肯定，不少頂級球會極力招攬這名球員，包括皇家馬德里和華倫西亞。C朗拿度在世界杯期間還發生過一段小插曲。代表葡萄牙出賽的他於八強遇上英格蘭和其曼聯隊友朗尼。在下半場一次朗尼的犯規之中，C朗拿度被指慫恿主審，間接導致朗尼出場。其後英格蘭於点球大战之中不敵葡萄牙，更使基斯坦奴·朗拿度成為英格蘭球迷攻擊的對象。C朗拿度曾為此一度要求轉投皇家馬德里，而華倫西亞更欲出價2000萬鎊羅致。後因曼聯極力挽留，C朗拿度才繼續留在曼聯。
領隊史高拉利在2007年2月把隊長臂章交予他。這是因為前葡萄牙足總主席卡路士·施華的逝世，促使史高拉利希望完成他的遺願。卡路士·施華生前一直希望有一天能夠看到基斯坦奴·朗拿度成為國家隊隊長，更曾經親自要求史高拉利這樣做，而這個遺願在他逝世後兩天達成了。C朗拿度於2007年2月6日對巴西國家隊的友賽上以隊長身份正選上陣，當時他年僅22歲，其後藉2008年欧洲足球锦标赛完結而紐奴·高美斯淡出國家隊後一直成為隊長至今。但他自從09年2月對芬蘭的友誼賽後有入球後，就一連16個月沒有入球，表現備受批評。
2010年世界盃歐洲區外圍賽，葡萄牙對匈牙利的賽事中，C朗拿度助攻給森馬奧期間，扭傷右腳足踝。賽後，他證實要養傷一個月。雖然如此，但葡萄牙最後仍然以3-0淨勝匈牙利。由於有傷在身，C朗拿度該屆世界盃表現平平。不過在2010年世界盃G組的分組賽對北韓的賽事中，C朗拿度終於在下半场进球。而此次世界杯葡萄牙队最后只进入十六强，而基斯坦奴·朗拿度也仅有一个进球。

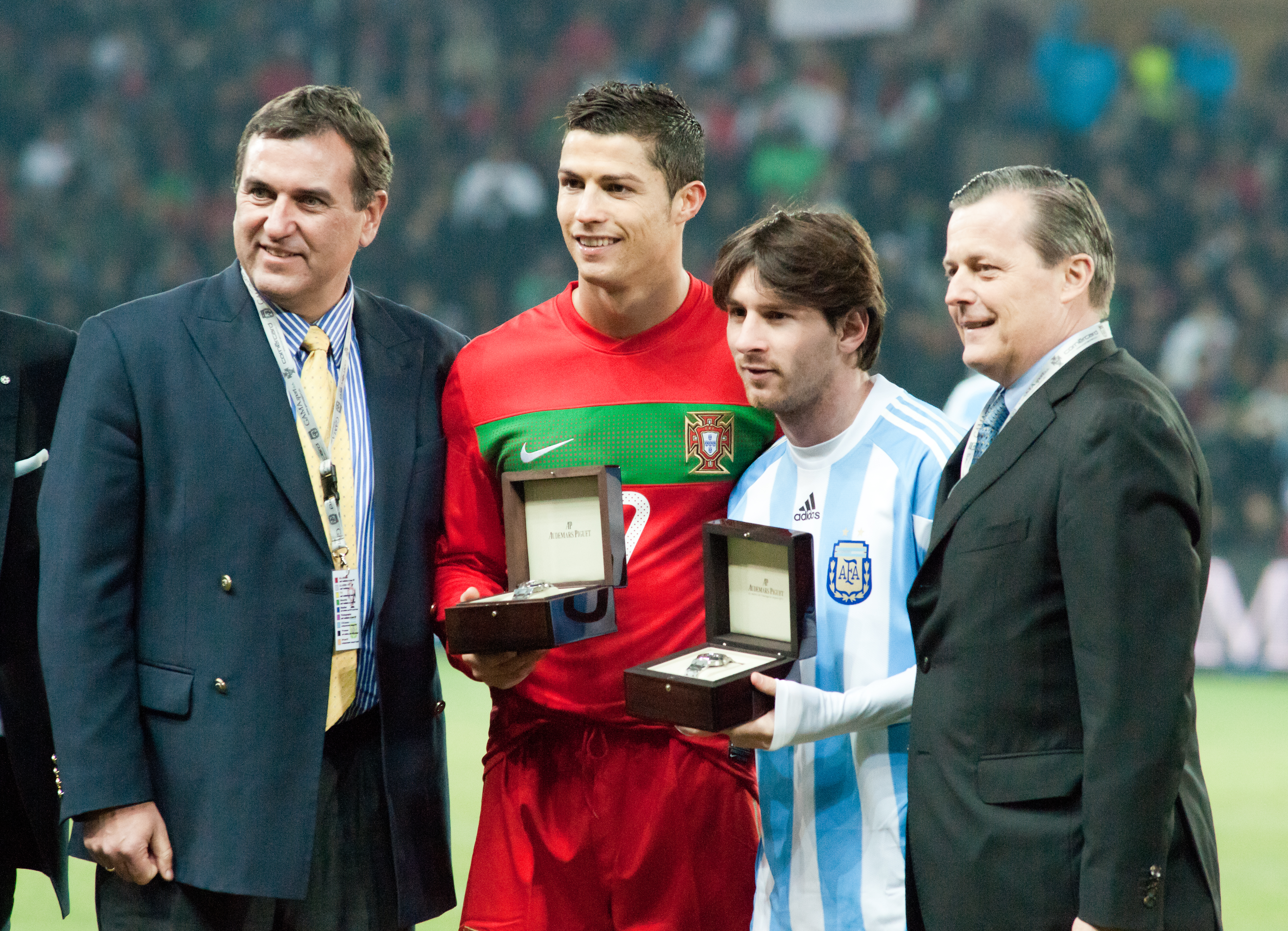
C朗拿度和美斯, 2011年2月

2012年歐洲足球錦標賽正賽期間，葡萄牙與荷蘭、德國、丹麥同居B組。小組賽首場對陣德國，C朗拿度雖有上佳表現，然而葡萄牙仍以0:1惜敗。C朗拿度於小組賽B組最後一場梅開二度，協助葡萄牙2:1戰勝荷蘭，成功從死亡之組中突圍晉級。1/4決賽對陣捷克，在葡萄牙久攻不下的情形時，C朗拿度於第79分鐘接隊友傳中大力頭球破門，最終葡萄牙1:0絕殺捷克晉級半決賽。半決賽對陣西班牙，兩隊於120分鐘內戰成0:0進入十二碼決戰，最終葡萄牙僅以PK大戰2:4負於西班牙，止步於歐洲盃四強。他被歐足總官方評選為2012年歐洲盃最佳陣容。
2014年世界盃外圍賽作客北愛爾蘭的賽事中，C朗拿度首次為國家隊上演帽子戲法，協助球隊贏4:2。但葡萄牙在此組被俄羅斯搶走首名躋身世界盃決賽周的機會，需要踢附加賽，結果在C朗拿度包辦四個進球的情況下，兩回合計以4-2擊敗有在陣的瑞典，晉身決賽周，其中在次回合，C朗拿度更再度上演帽子戲法，成為他重奪金球獎的關鍵。
2014年3月6日對喀麥隆的友誼賽事中，C朗拿度攻入兩球，以49球超越名宿保萊塔，成為國家隊史上進球最多的球員。
2014年巴西世界盃，葡萄牙與德國、美國、加納同居G組。C朗拿度在世界盃比賽前遭受了左膝傷病的困擾，葡萄牙足協為C朗拿度做了全面檢查，確診為“左大腿肌肉損傷以及左腿髕骨肌腱存在炎症”，關於他是否能出場比賽一直是媒體和球迷關注的話題，不過C朗拿度還是帶傷打滿了世界盃三場小組賽。葡萄牙最終以0:4輸給德國隊、2：2打平美國隊、2:1戰勝加納隊，與美國隊同積4分，但因為淨勝球少於美國隊而遺憾出局。本屆世界盃葡萄牙隊可謂“傷兵滿營”，三場比賽6個換人名額是因為比賽中球員受傷的被迫換人，而C羅也僅在本屆世界盃中打入1球和1助攻。
2016年歐洲足球錦標賽期間，C朗拿度首場小組賽表現尚未進入狀態，對手冰島隊第一次進入歐洲盃決賽圈即有上佳的發揮，整體戰術和球員表現均讓人眼前一亮，雖然C朗拿度帶領的葡萄牙隊的攻勢被冰島隊限制住，葡萄牙最後以1:1和冰島踢平，不過也為球隊保證了寶貴的一分。賽後雖有報導說C朗拿度言行極欠風度，拒絕和冰島球員握手，但其實C朗拿度最後不僅和冰島隊長握手擁抱，並且在賽後非常有風度的贈予其所答應的球衣。記者報導失實。
小組賽次輪，C朗拿度狀態仍然慢熱，在對奧地利比賽中射失12碼，只能迫和奧地利0:0，連續兩場不勝，C朗拿度連續兩場沒有入球。但在最後一場小組賽，C朗拿度狀態神勇，先以一記妙傳助攻納尼，而後還以頭鎚和後腳梅開二度，助葡萄牙以3:3逼和匈牙利。另一邊，冰島以2:1絕殺奧地利，葡萄牙成為其中一支最佳第三名出線十六強。
葡萄牙十六強對陣克羅埃西亞，兩隊90分鐘無一射門命中目標。加時下半場，C朗拿度在後半場成功欄球後，並發動反擊，最終接獲隊友傳球，窄位射門被擋出，後上的列卡度·哥利斯馬頭鎚破門，葡萄牙絕殺格子軍團以1:0晉級八強。八強與波蘭戰至互射12碼決勝負，C朗拿度於互射十二碼首輪射入，最後擊敗波蘭。葡萄牙連續五場未能於90分鐘內撀敗對手。
四強C朗踢出水準，一入球一助攻，最終以2:0淘汰其俱乐部隊友格瑞斯·貝爾領軍的威爾士，也是該屆決賽週唯一一次於常规時間內取勝。　
決賽開場7分鐘，C朗拿度即被東道主對手法國中場球員皮耶踢傷，在第25分鐘伤重倒地担架离场，由哥利斯馬入替，葡萄牙失去C朗拿度後，靠防守反擊戰術與高盧軍團鏖战，於109分鐘由埃德爾禁區外遠射建功，1:0擊敗法國，五盾軍團歷史性首奪大賽冠軍，也彌補12年前於2004年決賽主場爆冷不敵希臘飲恨的傷痛。總計C朗共有3入球3助攻，並收穫射手榜第二名的銀靴獎，賽後他將獎項轉讓同樣攻入3球的隊友蘭尼。

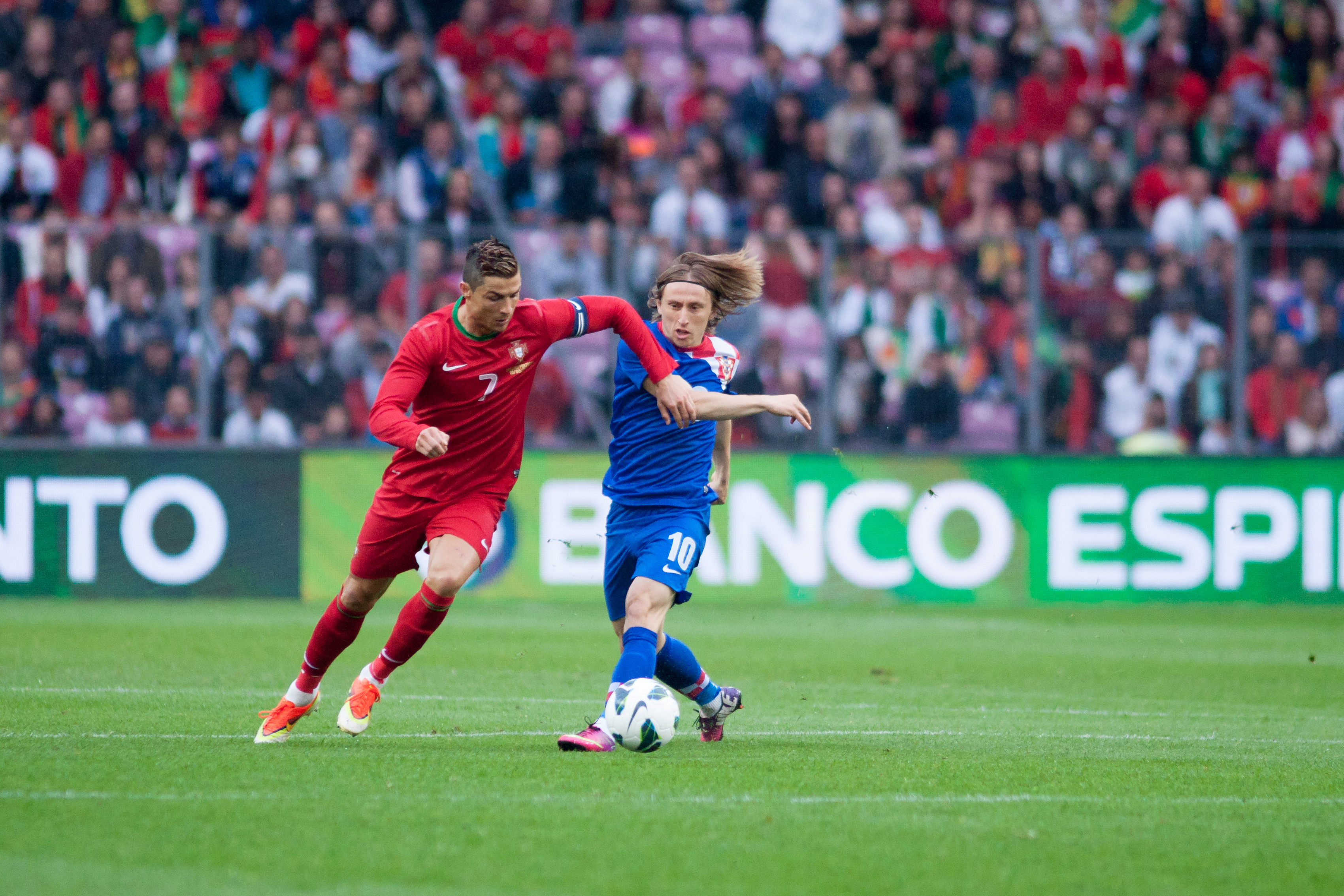
C朗拿度和俱樂部隊友盧卡·莫德里奇在國家隊友誼賽中, 2013年

2018年國際足協世界盃，葡萄牙與西班牙、摩洛哥及伊朗同居B組，小組賽首場葡萄牙對陣西班牙合演「雙牙會」，最終踢成3:3，C朗拿度個人為葡萄牙貢獻三個入球。開賽4分鐘的入球更是自1966年後最快入球紀錄，自己創下連續8個國際大賽（只計世界盃、歐國盃及美洲國家盃）都有入球的紀錄，這項紀錄從未有球員達到，創下自己第51個帽子戲法及自己首次在國際大賽射入罰球，目前是世界盃歷史上演帽子戲法年齡最大的球員。他亦是第4位在4屆世盃都有入球的球員，只有巴西球王比利，德國50至60年代名將施拿及高路斯做得到。
2018年國際足協世界盃，C朗拿度在與西班牙的比賽中上演帽子戲法，為葡萄牙國家隊的進球達到84粒，追平了匈牙利名宿普斯卡什，在與摩洛哥的比賽後進球後，他已經成為歐洲國家隊進球最多的球員。
在2020–21年歐洲國家聯賽上，C朗拿度在與瑞典的比賽中梅開二度，為葡萄牙國家隊的進球達到101粒，比賽結束後，他已經成為歐洲國家隊第一位進球破百的球員，而該場比賽也以2-0擊敗對手。
2020年10月13日，葡萄牙足協宣佈C羅2019冠狀病毒病測試呈陽性，並且為無症狀。

2021年6月15日，2020年歐洲國家盃，C朗拿度在分組賽首輪對匈牙利的賽事中梅開二度，累積在歐國盃決賽周賽事中射入11球，打破法國名宿米歇爾·普拉蒂尼的紀錄，成為歐洲杯歷史最佳射手。同時亦是首位連續參與五屆歐洲國家盃均有進帳的球員。6月23日，C朗拿度在2020年歐洲國家盃分組賽2-2打平法國的比賽中梅開二度打平比分，幫助球隊以小組排名第三晉級十六強賽，這場比賽他也追平了阿里·代伊歷史上國際賽最多進球的紀錄（109球）。 整屆賽事結束後C朗拿度以5球1助攻，擊敗同樣取得5入球但沒有取得助攻的捷克球員帕特里克·希克，成功奪得歐洲國家盃金靴獎，這是C朗拿度首個國際大賽的金靴獎殊榮。
2022年11月24日，2022年國際足總世界盃中，C朗拿度打入了个人在世界杯的第八枚进球，帮助葡萄牙3-2击败加纳，成为有史以来第一个连续五届世界杯进球的球员。随后，葡萄牙迎来了摩洛哥的挑战。在对手先入一球的情况下，C朗拿度于第51分钟被替换上场，但未能挽回球队颓势，终场时以1比0遗憾止步8强。这场失败的比赛被认为是他在世界杯的最后一战。
2023年3月17日，38歲的C朗拿度繼續入選葡萄牙國家隊名單。3月23日，C羅在對陣列支敦斯登的比賽中出場，以197次國家隊出場次數，成為國家隊出場次數紀錄保持者。6月20日，羅納多第200次代表國家隊出場，在2024年歐洲國家盃外圍賽中攻入客場擊敗冰島的唯一進球，他成為男子國際足球史上第一位為國家隊出賽200場的球員。
2023年10月13日，C羅在3-2擊敗斯洛伐克的比賽中梅開二度，帶領葡萄牙獲得2024年歐洲足球錦標賽的參賽資格。目前職業生涯總入球達857個的他矢言有意挑戰1000球大關：「波尔图足球俱乐部主席豪爾赫為我設下1000球的挑戰。這是件困難的事，但一切取決於我的心態和動力，以及我的雙腿。這要循序漸進，1000球前要先達到900球，而我有信心做到。」葡萄牙主帥罗伯托·马丁内斯亦大讚：「C朗今季在球會踢了很多比賽，入球停不了，狀態很好，他是葡萄牙的榜樣。」
2024年6月18日，C罗参加了对阵捷克的2024年歐洲足球錦標賽F組赛事，成为唯一一位欧洲杯六朝元老，外界认为这会是C罗在欧洲杯的最后一舞。在C罗的带领下，葡萄牙在小组赛前两轮分别战胜捷克和土耳其，提前一轮出线，至最后一轮在主力球员退场的情况下爆冷输给了格鲁吉亚国家足球队。来到淘汰赛16强，葡萄牙迎战斯洛文尼亚。虽然两队实力差距巨大，比赛依旧踢得很焦灼，双方最终0比0拖入加时赛。加时赛上半段，葡萄牙获得点球绝杀机会，由C罗主罚。结果C罗的点球被斯洛文尼亚门将扬·奥布拉克精准扑出，丢点的C罗伤心落泪，队友和教练纷纷上前安慰。之后的点球大战中，C罗自我救赎，第一个主罚命中。最终，在门将迪奥戈·科斯塔三连扑的加持下，葡萄牙点球大战3比0获胜，晋级8强。在随后的8强赛中，葡萄牙与基利安·姆巴佩等人领衔的法国继续强强对话，C罗欧洲杯累积出场次数达到30场。经过120分钟的鏖战，双方0比0的进入到点球大战，最终葡萄牙3比5被法国队击败，止步八强。
2025年歐洲國家聯賽決賽週，C罗在对阵东道主德国的半决赛中绝杀破门，帮助葡萄牙2比1进军决赛。决赛阶段，C罗在葡萄牙落后卫冕冠军西班牙一球的情况下，于下半场门前抽射破门，将比赛拖入加时赛。双方加时赛仍未分胜负，葡萄牙在随后的点球大战中5比3力克葡萄牙，拿下队史第二个欧国联奖杯。

## 生涯數據

### 俱樂部

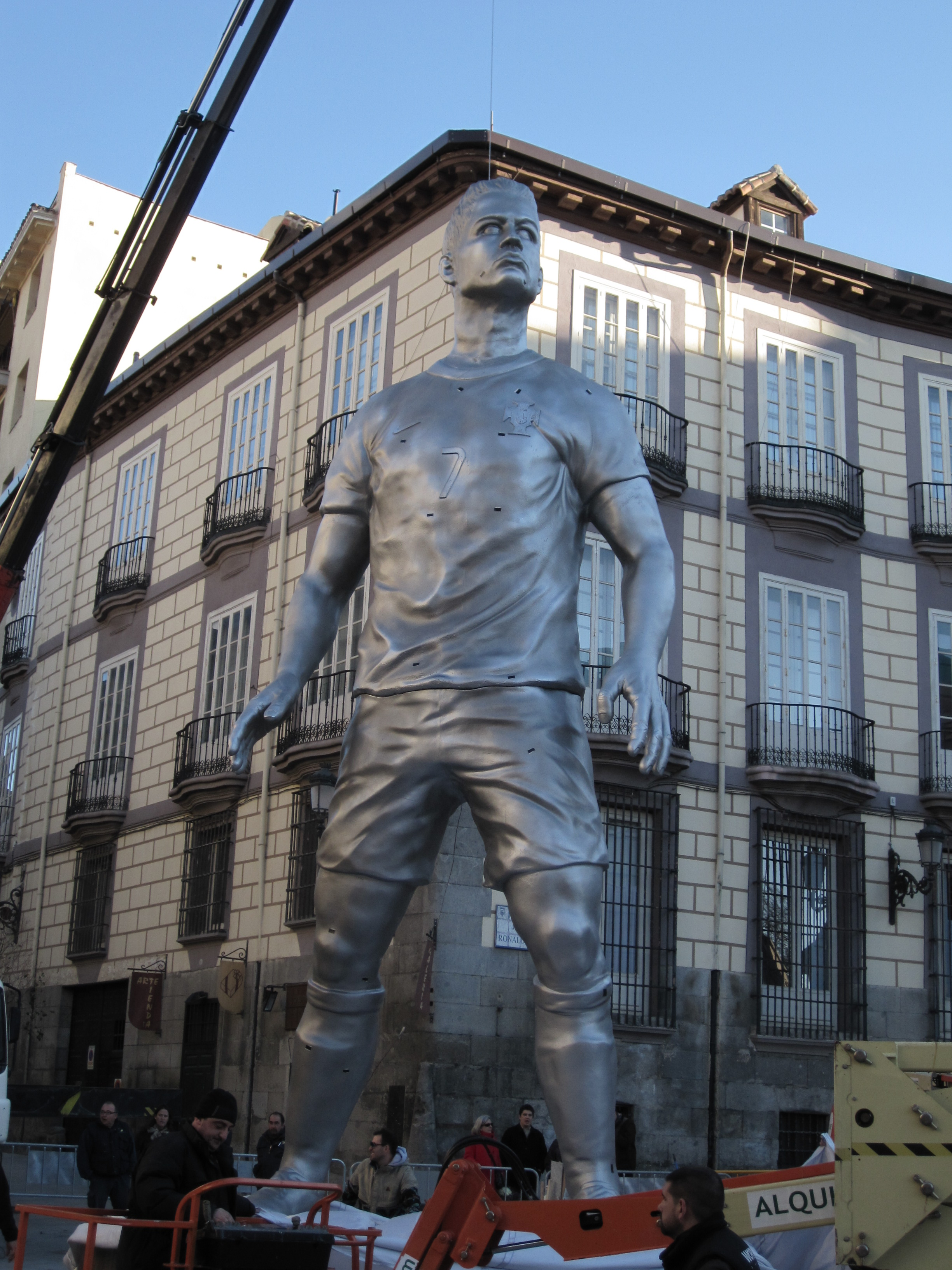
豎立在馬德里街頭的C朗拿度銅像

- 數據截至2025年5月26日

| 球會       | 賽季     | 聯賽 | 聯賽 | 盃賽 | 盃賽 | 洲際賽事 | 洲際賽事 | 合計 | 合計 |
| 球會       | 賽季     | 出場 | 入球 | 出場 | 入球 | 出場     | 入球     | 出場 | 入球 |
| ---------- | -------- | ---- | ---- | ---- | ---- | -------- | -------- | ---- | ---- |
| 士砵亭     | 2002-03  | 25   | 3    | 3    | 2    | 3        | 0        | 31   | 5    |
| 士砵亭     | 合計     | 25   | 3    | 3    | 2    | 3        | 0        | 31   | 5    |
| 曼聯       | 2003-04  | 29   | 4    | 6    | 2    | 5        | 0        | 40   | 6    |
| 曼聯       | 2004-05  | 33   | 5    | 9    | 4    | 8        | 0        | 50   | 9    |
| 曼聯       | 2005-06  | 33   | 9    | 6    | 2    | 8        | 1        | 47   | 12   |
| 曼聯       | 2006-07  | 34   | 17   | 8    | 3    | 11       | 3        | 53   | 23   |
| 曼聯       | 2007-08  | 34   | 31   | 4    | 3    | 11       | 8        | 49   | 42   |
| 曼聯       | 2008-09  | 33   | 18   | 6    | 3    | 14       | 5        | 53   | 26   |
| 曼聯       | 合計     | 196  | 84   | 39   | 17   | 57       | 17       | 292  | 118  |
| 皇家馬德里 | 2009-10  | 29   | 26   | 0    | 0    | 6        | 7        | 35   | 33   |
| 皇家馬德里 | 2010-11  | 34   | 40   | 8    | 7    | 12       | 6        | 54   | 53   |
| 皇家馬德里 | 2011-12  | 38   | 46   | 7    | 4    | 10       | 10       | 55   | 60   |
| 皇家馬德里 | 2012-13  | 34   | 34   | 9    | 9    | 12       | 12       | 55   | 55   |
| 皇家馬德里 | 2013-14  | 30   | 31   | 6    | 3    | 11       | 17       | 47   | 51   |
| 皇家馬德里 | 2014-15  | 35   | 48   | 4    | 1    | 15       | 12       | 54   | 61   |
| 皇家馬德里 | 2015-16  | 36   | 35   | 0    | 0    | 12       | 16       | 48   | 51   |
| 皇家馬德里 | 2016-17  | 29   | 25   | 2    | 1    | 15       | 16       | 46   | 42   |
| 皇家馬德里 | 2017-18  | 27   | 26   | 1    | 1    | 16       | 17       | 44   | 44   |
| 皇家馬德里 | 合計     | 292  | 311  | 37   | 26   | 109      | 113      | 438  | 450  |
| 尤文圖斯   | 2018-19  | 31   | 21   | 3    | 1    | 9        | 6        | 43   | 28   |
| 尤文圖斯   | 2019-20  | 33   | 31   | 5    | 2    | 8        | 4        | 46   | 37   |
| 尤文圖斯   | 2020-21  | 34   | 29   | 5    | 3    | 6        | 4        | 45   | 36   |
| 尤文圖斯   | 合計     | 98   | 81   | 13   | 6    | 23       | 14       | 134  | 101  |
| 曼聯       | 2021-22  | 30   | 18   | 1    | 0    | 7        | 6        | 38   | 24   |
| 曼聯       | 2022-23  | 10   | 1    | 0    | 0    | 6        | 2        | 16   | 3    |
|            | 合計     | 40   | 19   | 1    | 0    | 13       | 8        | 54   | 27   |
| 艾納斯     | 2022-23  | 16   | 14   | 2    | 0    | 0        | 0        | 19   | 14   |
| 艾納斯     | 2023-24  | 31   | 35   | 4    | 3    | 9        | 6        | 51   | 50   |
| 艾納斯     | 2024-25  | 30   | 25   | 1    | 0    | 8        | 8        | 41   | 35   |
|            | 合計     | 77   | 74   | 7    | 3    | 17       | 14       | 111  | 99   |
| 歷年總計   | 歷年總計 | 730  | 572  | 89   | 48   | 212      | 157      | 1062 | 800  |

### 國家隊
| 國家       | 年份       | 出場 | 入球 |
| 葡萄牙     | 2003       | 2    | 0    |
| 葡萄牙     | 2004       | 16   | 7    |
| 葡萄牙     | 2005       | 10   | 2    |
| 葡萄牙     | 2006       | 14   | 6    |
| 葡萄牙     | 2007       | 10   | 5    |
| 葡萄牙     | 2008       | 8    | 1    |
| 葡萄牙     | 2009       | 7    | 1    |
| 葡萄牙     | 2010       | 11   | 3    |
| 葡萄牙     | 2011       | 9    | 7    |
| 葡萄牙     | 2012       | 13   | 5    |
| 葡萄牙     | 2013       | 9    | 10   |
| 葡萄牙     | 2014       | 9    | 5    |
| 葡萄牙     | 2015       | 5    | 3    |
| 葡萄牙     | 2016       | 13   | 13   |
| 葡萄牙     | 2017       | 11   | 11   |
| 葡萄牙     | 2018       | 7    | 6    |
| 葡萄牙     | 2019       | 10   | 14   |
| 葡萄牙     | 2020       | 6    | 3    |
| 葡萄牙     | 2021       | 14   | 13   |
| 葡萄牙     | 2022       | 12   | 3    |
| 葡萄牙     | 2023       | 9    | 10   |
| 葡萄牙     | 2024       | 12   | 7    |
| 葡萄牙     | 2025       | 3    | 2    |
| 國家隊總計 | 國家隊總計 | 254  | 155  |

## 評价
- 弗格森：「他是足球世界無可爭議的最佳，別人都遠不如他。看看他的不可思議的數據。他無所不能，驚世駭俗。回顧他為我們效力的這6年，從沒缺席過訓練，這是比所有人都強的地方——他從不受傷。」[71] 「C朗拿度是史上最佳球員、喜歡接受挑戰的球員，他在曼聯的貢獻，我們永遠不會忘記。」
- 齐达内：「C朗拿度某些方面比我還要強。」「C朗拿度是個與眾不同的球員，因為他能做到其他球員做不到的事情。」「在我眼中，C朗拿度就是世界最佳，是個完美的球員，擁有很高的心理素質，他能為球隊作出巨大貢獻。」[72]
- ：「我們都看到了C朗拿度的表現，他一直都是如此出色。C朗拿度的水平等級一直都是足壇最為頂尖的水準，他達成了很多偉大的成就。這也意味著他的價值可以和貝利以及马拉多纳去作比較，因為他是那種能夠在關鍵戰役奉獻決定性表現，幫助球隊奪取冠軍的球員。」
- 比利：「C朗是一名不可思議的球員，他和皆有機會成為奪得世界盃的功臣之一。」
- 卡卡：「C朗拿度和梅西都是現今世界上影響力最大、最多粉絲的球員。」「他已用表現和行動證明他是世界第一，而且是史上最佳球員。」
- 菲戈：「C朗拿度早已超越我，現在已成為世界上最出色的球員了！」
- 佩佩：「C朗拿度是我們偉大的隊長，他是史上最佳球員。」
- ：「他能做出現今球壇沒有人做到的事。」「他是史上最佳球員，他狀態正佳時實在沒有人能抵擋。」
- ：「以他在曼聯和皇馬的成就，帶領葡萄牙成為歐洲冠軍，無可否認他是最佳球員。」
- 埃夫拉：「要是我一直和他做隊友，我也會贏得5座歐冠獎牌，C朗拿度就是最佳球員。」
- ：「他非常職業，他第一個抵達訓練場，然後最後一個離開。這就是為什麼他是世界最佳球員。」
- ：「他和卡卡無疑是最出色、最搶眼的球員，面對他們是一大考驗。」
- ：「我希望你能在新的旅程快樂，這10年來和你一起踢球我非常開心，我跟你贏過和輸過，我從你那學到了很多東西，但我退役的時候我會在酒吧喝酒還要分享我們的故事和照片。再會，最佳球員。」
- ：「梅西和C朗拿度都是世界最佳球員，但若要選擇較出色的一位，我會選C朗。」
- ：「現代足球發生了很大的變化，你也需要有一天比一天優秀的表現，否則你就會在球場上被淘汰。就像C朗拿度，我想像他一樣不斷地向成為一個完美的前鋒前進。」
- 佐治娜：「C羅是世界上最厲害的球員。」
- 尤文图斯：“我们信守承诺，把史上最佳給你們帶來了。”
- 拉特克利夫：“C罗可能是曼联历史最佳”

## 榮譽

### 球會
士砵亭
- 葡萄牙超級盃冠軍：2002

 曼聯
- 英格兰足球超级联赛冠軍：2006–07、2007–08、2008–09
- 英格蘭足總盃冠軍：2003-04
- 英格蘭聯賽盃冠軍：2005–06、2008–09
- 英格蘭社區盾冠軍：2007
- 欧洲冠军联赛冠軍：2007–08
- 国际足联俱乐部世界杯冠軍：2008

 皇家馬德里
- 西班牙足球甲级联赛冠軍：2011–12、2016–17
- 西班牙國王盃冠軍：2011、2014
- 西班牙超級盃冠軍：2012、2017
- 欧洲冠军联赛冠軍：2013–14、2015–16、2016–17、2017–18
- 歐洲超級盃冠軍：2014、2017
- 国际足联俱乐部世界杯冠軍：2014、2016、2017

 祖雲達斯
- 意大利足球甲级联赛冠軍：2018–19、2019–20
- 意大利盃冠軍：2020–21
- 意大利超級盃冠軍：2018、2020

 艾納斯
- 阿拉伯球會冠軍盃冠軍：2023[48]

### 國家隊
葡萄牙
- 歐洲國家盃冠軍：2016
- 歐洲國家聯賽冠軍：2018–19, 2024–25

### 個人
金球獎

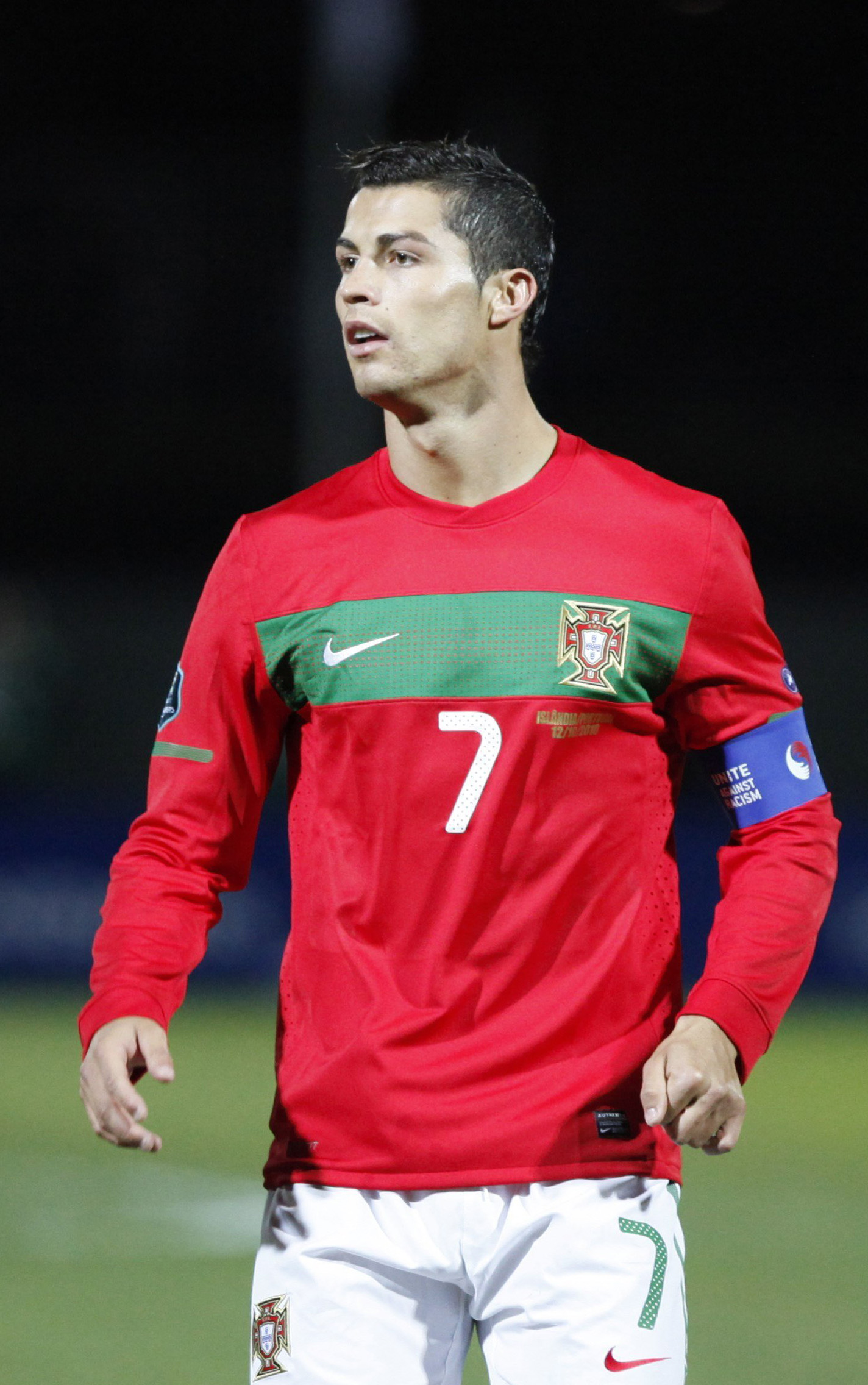
身穿葡萄牙國家隊球衣的C朗拿度

- 金球獎/國際足協金球獎（2008年、2013年、2014年、2016年、2017年）
- 國際足協年度最佳球員/國際足總最佳足球獎（2008年、2016年、2017年）
- 金球獎 (11人雜誌)（2008年、2015年、2017年）
- 金足獎（2020年）
- 杜拜環球金球獎（2011年、2014年、2016年、2017年、2018年、2023年）
- 國際足球歷史和統計聯合會年度最佳射手（2011年、2013年、2014年、2015年、2023年）

俱樂部國際獎項
- 國際職業球員協會最佳青年球員（FIFPro）
- 國際足聯普斯卡什獎（2009年）
- 國際足聯俱樂部世界盃金球獎（2016年）
- 國際足聯俱樂部世界盃銀球獎（2008年、2014年、2017年）
- 國際足協年度最佳陣容（2007年、2008年、2009年、2010年、2011年、2012年、2013年、2014年、2015年、2016年、2017年、2018年、2019年、2020年、2021年）
- 歐洲足聯俱樂部足球獎（2008年）
- 歐洲金靴獎（2008年、2011年、2014年、2015年）
- 歐洲足協年度最佳陣容（2004年、2007年、2008年、2009年、2010年、2011年、2012年、2013年、2014年、2015年、2016年、2017年、2018年、2019年、2020年）
- 歐洲冠軍聯賽神射手（2008年、2013年、2014年、2015年、2016年、2017年、2018年)
- 歐洲冠軍聯賽最佳球員/歐洲最佳球員（2008年、2014年、2017年）[74]
- 歐洲冠軍聯賽最佳陣容（2014年、2015年、2016年、2017年、2018年）
- Goal 50 世界最佳球員獎（2008年、2012年、2014年、2016年）
- 阿拉伯球會冠軍盃最佳射手（2023年）

國家隊
- 葡萄牙最佳運動員（2007-2009年、2011年-2013年、2015年-2018年）
- 歐洲國家盃最佳陣容（2004年、2012年、2016年）
- 歐洲國家盃金靴獎（2020年）[75]
- 歐洲國家盃銀靴獎（2016年）
- 歐洲國家盃歷史最佳陣容（2016年）

英格蘭英超時期
- 英格蘭FWA足球先生（2007年[76]、2008年[77]）
- 英超金靴獎（2008年）
- PFA年度最佳青年球員（2007年[78]）
- 英格蘭PFA足球先生（2007年[78]、2008年[79]）
- PFA年度最佳陣容（2006年、2007年、2008年、2009年）
- 畢士比爵士年度最佳球員（2004年、2007年、2008年）

西班牙西甲時期
- 西甲神射手（2011年、2014年、2015年）
- 西甲最佳球員（迪史提芬奴獎（英语：Trofeo Alfredo Di Stéfano））（2012年、2013年、2014年）
- 西甲最佳進球（2014年）
- 西甲最佳陣容（2014年、2015年、2016年）
- 西甲最有價值球員（2013年）
- 西班牙國王盃最佳射手（2011年）

意大利意甲時期
- 意甲最佳球員（2019年）[80]

- 意大利甲組足球聯赛神射手（2021年[81]）
- 意大利甲組足球聯赛最佳前鋒（2021年)[82]

沙特職業足球聯賽時期
- 沙特職業足球聯賽神射手（2024年、2025年）

其他
- BBC球迷票选21世纪至今欧洲最受欢迎球员（2021年）

### 勛章
- 葡萄牙
  - 維拉·維薩的純潔之胎勛章 
  - 亨利王子勛章大軍官級 
  - 功績勛章指揮官級

## 紀錄
(截至2016年8月26日)

### 世界紀錄
- 國際足協世界盃首位連續五屆都有進球的球員：2006年、2010年、2014年、2018年及2022年
- 歷史上男足最多入球紀錄（838球）
- 歷史上男足國家隊最多出賽場次紀錄（200場）
- 歷史上男足國際賽最多進球紀錄（123球）
- 歷史上國際足協世界冠軍球會盃最多進球紀錄（7球）
- 首位完成十次國際賽帽子戲法的男足球員
- 首位正式比賽中每分鐘都有進球紀錄的球員[84]
- 唯一在兩個不同球會(曼聯和皇家馬德里)奪得聯賽冠軍、國內盃賽冠軍、國內超級盃、歐聯、世冠盃、聯賽年度最佳球員、歐洲金靴獎和國際足協金球獎(不分合併前後)的球員[85][86][87]
- 首位連續兩屆國際足協世界冠軍球會盃決賽都有進球的球員
- 唯一贏得國際足協世界冠軍球會盃銀靴獎兩次以上的球員：2008年、2014年[88]
- 健力士世界紀錄於臉書粉絲專頁按讚粉絲最多的人：123,959,588 人(2020年12月)[89]
- 首位連續8季入球達50球以上
- 歐洲國家盃首位連續五屆都有參賽且都有進球的球員：2004年、2008年、2012年、2016年[90]、2020年
- 历史上首位在欧洲5大联赛中完成至少3家联赛（英超、西甲、義甲）所有国内赛事奖杯大满贯的球员[8]
- 历史上首位在欧洲5大联赛中奪得至少3家联赛（英超、西甲、義甲）最佳射手獎（金靴）的球员[81]
- C罗在2021年6月18日Instagram追踪人数达到3亿人，这使他成为了除Instagram官号以外粉丝最多的的用戶

### 歐洲紀錄

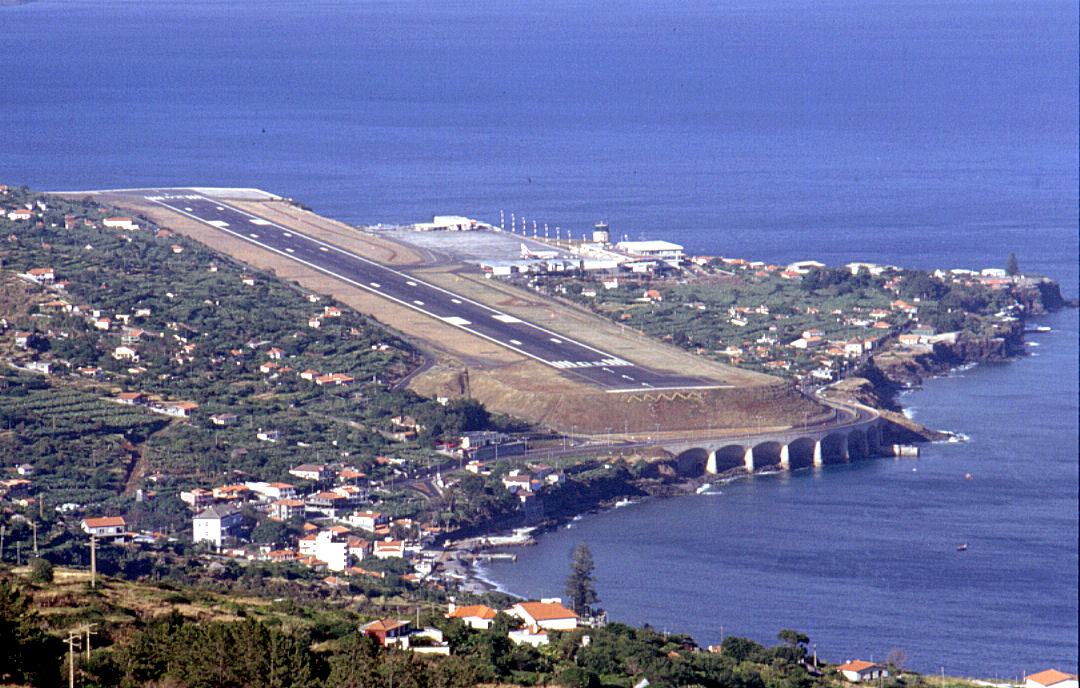
克里斯蒂亞諾·羅納爾多機場，馬德拉豐沙爾

- 在歐洲六大聯賽的歷史上在單個球會取得450球最快的球員
- 在歐洲六大聯賽歷史上最多進球數的球員:388球
- 在歐聯中出場次數最多的球員（183場）
- 在歐聯中歷史上第一位連續9屆單賽季進球數達到10球或以上的球員
- 在歐聯中進球總數最多的球員（140球）
- 在歐聯中助攻次數最多的球員（42次）
- 在歐聯中單賽季進球總數最多的球員: 2013–14賽季 17 球[91]
- 在歐聯小組賽階段單賽季最多進球的球員: 2015–16賽季 11 球[92][93]
- 唯一在歐聯小組賽階段中均有入球的球員
- 在歐聯淘汰賽階段中總進球數最高的球員: 67 球
- 在歐聯八強賽階段中進球總數最高的球員: 25 球
- 在歐聯四強賽階段中進球總數最高的球員: 13 球
- 在歐聯單一年中進球數最多的球員: 2013年 15球[94]
- 在歐聯兩個不同賽季中都達到15球以上進球的球員: 2013–14賽季、2015–16賽季、2017–18賽季[95]
- 在歐聯歷史上第一位單一賽季三次帽子戲法的球員: 2015–16賽季[95]
- 唯一在不同聯賽都有獲得歐洲金靴獎的球員: 英超聯賽2007–08賽季及西甲聯賽2010–11賽季、2013–14賽季、2014–15賽季)[96]
- 在歐洲國家盃包括決賽圈及外圍賽中踢入最多進球的球員: 50 球
- 在歐洲國家盃決賽圈進球數最多的球員: 14 球
- 唯一在歐洲國家盃決賽圈參賽一次以上都能打進3顆進球的球員: 2012年、2016年
- 在歐洲國家盃頭球進球最多的球員: 5 球
- 在歐洲國家盃決賽圈中出場次數最多的球員：25 次
- 唯一三次出現在歐洲盃半決賽的球員： 2004年、2012年、2016年 (與德國隊的巴斯蒂安·施魏因斯泰格共有)[97]
- 唯一連續七次歐聯得分達到10球或以上的球員: 2011–12賽季到2017–18賽季
- 唯一為兩支不同俱樂部於歐聯決賽入球並最終獲得歐冠聯賽冠軍的球員: 曼聯 (2007–08) 、皇家馬德里 (2013–14, 2016-17)[98]
- 在歐聯歷史中客場進球總數最多的球員: 42 球[99]
- 在歐聯中客場連續進球數最多者: 12 球
- 在歐聯淘汰賽勝場次數最多者: 29 勝
- 獲得最多次歐洲冠軍聯賽最佳射手: 7 次
- 唯一入圍最多次歐洲最佳球員者 2010–11賽季到2015–16賽季[100]
- 最快為一傢俱樂部進球350球以上者：335 場[101]
- 在歐聯歷史中獲勝場次最多的球員（115場）
- 歷史上首位達到歐聯100勝的球員
- 歷史上首位達到歐洲賽100球入球者
- 歷史上首位達到歐聯100球入球者
- 在歐聯單季最多帽子戲法的球員: 2015–16賽季 3 次
- 在歐聯最多帽子戲法的球員: 8 次
- 在歐洲5大聯賽的入球總數最多者: 388球
- 歷史上首位連續六季奪得歐冠聯賽神射手的球員
- 歐洲國家隊進球最多的球員: 101球
- 唯一分別獲得英超、西甲、意甲冠軍的球員。
- 連續10季攻入至少20個聯賽入球的球員。

### 西班牙紀錄
- 在西甲聯賽中最多次帽子戲法的球員: 30次[102]
- 在西甲聯賽中最多次頭槌入球的現役球員: 46次
- 西甲聯賽中最快為俱樂部踢入150球進球者：140場[83][103]
- 西甲聯賽中最快為俱樂部踢入200球進球者：178場[83][104]
- 西甲聯賽中最快為俱樂部踢入300球進球者：286場[83]
- 在西班牙德比中最長的進球紀錄：6場[105]
- 西甲聯賽賽季最佳開賽進球紀錄：8輪15球[106]
- 最快於西甲聯賽進球達到20球者: 12場 (因傷缺席1場)[107]
- 唯一在西甲聯賽達到六個賽季30球以上進球者[108]
- 在西甲聯賽單季最多帽子戲法者: 8 次 (此紀錄與梅西共有)
- 在西甲聯賽最多次帽子戲法者: 34 次[83][109]

### 皇家馬德里紀錄
- 皇家馬德里的最多進球數保持者：450 球[83][110]
- 俱樂部在西甲聯賽的最多進球者: 256 球[83][111]
- 俱樂部中最快達到50進球的球員[112]
- 俱樂部中最快達到100進球的球員[113]
- 俱樂部中最快達到200進球的球員[114]
- 俱樂部中最快達到250進球的球員[83]
- 俱樂部中連續9個賽季最多進球者[115]
- 俱樂部首位在連續9個賽季都有進球者[116]
- 俱樂部歷史中最多次帽子戲法的球員: 48 次[83][109]
- 皇家馬德里在歐聯的進球總數最多者: 105球[83]

## 其他
- 中興通訊旗下獨立品牌努比亞簽下球星C朗拿度成為代言人[117] 。
- 代言廣告品牌：柒牌男裝，Nike，Pepe Jeans，Extra Joss，鈴木汽車、喬治·阿瑪尼、可口可樂、嘉實多，清扬、KONAMI等。[118]
- C朗拿度前女友為伊莉娜·沙伊克，是一名俄羅斯超級模特，為世界著名的女性內衣品牌，被譽為女性內衣中的Christian Dior的Lingerie代言，從而成為世界內衣模特的“一姐”。他們已於2015年一月據報因女方不肯出席男方母親60歲生日派對而分手。[119]
- 被荷蘭同性戀雜誌選為2004年歐洲國家盃以及2006年世界盃內最性感的足球員。[120]
- 2004年南亞海嘯後，C朗拿度到訪印尼探訪總理和一對父子，兒子叫Martunis。他是海嘯漂流三星期的生還者，及後C朗拿度請他們去現場觀看一場世界盃外圍賽，C朗拿度和男孩曾經有書信往來，而朗拿度自傳中提及到那位男孩是自己心目中的英雄。[121]Martunis已於2015年7月成為士砵亭的青訓球員，並身穿C朗拿度效力里斯本雄獅時的28號球衣，以作紀念。[122]
- C朗拿度從2013年起擔任印尼紅樹林的保護形象大使，讓民眾注意印尼的生態環境，以及深知保護生物多樣性以及生態環境的重要性，尤其位於印尼南部的紅樹林森林多次遭到人類的摧毀。[123]
- 一位叫祖奧·山度士的18歲葡萄牙門將受重傷，更要籌錢做手術，C朗拿度知道後不但立即全資資助4000鎊手術費，更介紹葡萄牙國家隊物理治療師為他做康復治療。[124]
- 一位小朋友曾到曼聯訓練基地找球員，回家途中突然下雨，C朗拿度特地駕車送了小球迷回家。
- C朗拿度在一件葡萄牙國家隊球衣上籤名，並將簽名球衣交與葡萄牙四川地震援助會拍賣，所得款項捐給地震災區。[125]
- C朗拿度每星期都會抽一天來閱讀世界各地球迷寄給他的信件，而且親自簽名寄出，每月要花大約二千英鎊。[126]
- 已故的流行曲之王米高·積遜的父親祖積遜曾在2010年世界盃前推銷一款足球形的燒烤爐，並希望藉C朗拿度協助推銷。[127]
- C朗拿度亦是“救助兒童會”的全球形象大使，全球形象大使的責任是幫助世界上生存條件差的孩子與飢餓對鬥爭。[128]
- 德國《明鏡週刊》就以科學化的方式研究誰是跑步速度最快的球員，結果時速高達33.6公里的C朗拿度成為當時的球壇第一飛人，但在2012年4月3日，英超聯賽布萊克本對陣曼聯的比賽，曼聯球員華倫西亞以時速35公里的衝刺速度，打破了這個記錄。C朗拿度的肌肉由較多白纖維組成，而白纖維是肌肉爆發力的泉源，成為C朗拿度成為球壇飛人的主因。[129]
- C朗拿度繼08年後， 在2013年再向紅十字會會捐錢， 主要用途會是幫助在阿富汗因誤踏地雷而斷肢的受害者， 而該筆善款多達8.6萬鎊。[130]
- 2013年12月，C朗拿度在家鄉豐沙爾的個人博物館開幕，展出自己職業生涯所贏得的榮譽和獎項。[131]
- C朗拿度在2014年入選《時代週刊》全球百大影響力人物。[132]
- 2014年3月 一位小男孩艾瑞克（Erik Ortiz Cruz），被醫生檢查出患有大腦皮質發育不良、腦部畸形的病症，每天都要遭受多達30次的癲癇發作，情況十分危急。手術是唯一可以治療的方式，可是治療費加上手術費用需要8萬多美金。面對這樣龐大的數字，Erik的媽媽束手無策。走投無路的情況下，Erik的媽媽就向Cristiano求助，希望可以得到親筆簽名的球衣或球鞋讓她們來拍賣，以此籌措金額龐大的手術費。她抱著嘗試的心態把訊息傳遞給了所屬的皇家馬德里足球俱樂部（Real Madrid Club de Futbol），起初並沒有抱太大的期望。沒想到，很快她就收到了本人親自的回覆，不僅收到了簽名的球鞋和球衣，還做了一個更暖心的決定。他決定幫小男孩付清這8萬多美金的巨額手術費用，讓媽媽安心為小男孩做治療，不用再為醫藥費擔心。Cristiano並沒有向任何人提起過他的這一善舉。 是Erik的媽媽在社交媒體上表示感謝後，此善舉才被大眾知曉。Erik在做完手術之後，現在已經完全痊癒了。[133]
- 2014年9月5日，C朗拿度以逾2500萬個twitter追隨者成為體壇明星之最，躋身健力士紀錄大全之列。[134]
- C朗拿度身體素質出眾，而其原因《每日郵報》將其歸結為四點：1. 先天良好肌肉類型，2. 刻苦的訓練， 3. 全身肌肉比率超級完美，4. 合理的飲食結構。[135]
- C朗拿度每個賽季在球場上跑動的距離相當於葡萄牙首都里斯本到西班牙首都馬德里的路程，而且每個賽季在場上有至少900次的短距離衝刺。[135]
- C朗拿度在一次主罰任意球時，其速度是阿波羅11號飛船升空速度的4倍。[135]
- 2016年8月，C朗拿度成為台灣血液基金會代言人，口號為「BE THE 1」。[136]
- 2020年10月13日，C羅SARS-CoV-2病毒檢測陽性，無症狀隔離中[137]。
- 2020年10月31日，C朗拿度最新一次的SARS-CoV-2病毒檢測結果呈陰性，不需要再自我隔離。[138]
- 2019年8月，C朗拿度成為蝦皮全球代言人，以改編版「Baby Shark」，迅速爆紅，蝦皮銷售額增長2倍多。

## 軼聞
- C羅的母親非常仰慕美國前總統朗奴·列根（Ronald Reagan），因此父親在基斯坦奴及其二姐的姓名內，以朗奴為字根，分別加上朗拿度和朗娜達（Ronalda），這兩個姓名在葡萄牙是罕見的。[139]
- 朗拿度兒時已酷愛足球，常因此上課遲到，有一次老師終於忍無可忍的對著手抱著足球再次遲到的他說：「放下那個足球吧，它不能為你的生活帶來任何東西。」[140]
- 因為很早就踏上足球之路，C羅的童年並不像其他孩子一樣可以自由自在。C羅小時候關係最好的玩伴阿爾伯特·范特勞[141]，至今還得到C羅的關心——他需要什麼，C羅就會給他買什麼。因為C羅覺得，他虧欠好朋友太多。[142]
- C羅兒時的偶像是貝利和菲戈——儘管我們都知道，但C羅現在說自己“沒有足球偶像”。[142]
- 朗拿度十二歲剛到里斯本時，被老師和同學笑他的馬德拉島口音。有次他沉不住氣，把椅子擲向老師，他稱忍受不了眾人欺負。根據他姊姊說：朗拿度在里斯本生活一段時間，已學會里斯本口音的葡語，但回家還是會講鄉下口音的葡語。[143]
- 初來曼聯時曾申請穿28號球衣，但費格遜卻對他說7號球衣屬於他。[144]
- 初來曼聯之時，他被很多人批評表現配不上曼聯的七號球衣的傳統（佐治·貝斯、·，碧咸都曾身披7號球衣），但在2007年，他用自己的出色表現回擊了這一說法。[143]
- 為了能夠捐血，C羅身上沒有紋身。因為紋身有感染的血液傳染病的風險，為了血液安全，規定一年不能捐血。[142][136]
- C羅熱衷於慈善源於一個感觸。2004年的印度洋大海嘯，電視上播放到一個9歲穿著葡萄牙7號的小孩被困19天，於是C羅前往印度尼西亞救助難民，多年來C朗一直投身於慈善事業。[142]
- 2005年，C羅的父親因為酗酒導致身體惡化而去世，從那時候開始，C羅就很少飲酒，甚至一度戒酒。2008年英國《每日鏡報》說C羅在夜店飲酒狂歡、“作樂”，被C羅告上法庭。[142]
- 2009年1月8日，C羅駕駛從葡萄牙運到英國的法拉利，於隧道中發生交通意外，該輛法拉利嚴重損毀，左輪向外飛出，但朗拿度本人平安無事。[145]
- 在2010年南非世界盃，葡萄牙出局後，羅納爾多在自己的Facebook和Twitter網站公佈他已成為一名父親，兒子取名叫Ronaldo Junior，所以港澳傳媒稱呼他的兒子叫「小C朗」，中國球迷則稱呼其為「迷你羅」。但是C朗被問道孩子的母親是誰時，他卻不肯回答，引起外界對他兒子母親的關注。[146]
- 羅納爾多在2013年在一個意大利的電視節目上調解一對母女的矛盾，表演球技，逗女孩開心，最終讓母女和好。[128]
- C羅與梅西相隔869天出生，而C羅的長子與梅西的長子也是相隔869天出生。[147]

## 爭議

### 性侵爭議
2005年10月，C朗曾涉嫌在倫敦強姦兩名女子，遭扣留調查。最終以證據不足結案。C朗則承認曾與兩名女子發生性行為，但稱並非強姦。
2017年4月28日，德國《明鏡週刊》根據足球解密網站Football Leaks提供的洩露文件，稱在2009年6月12日，C羅被指控涉嫌強迫一名美國女子進行性行为。但由於2010年1月12日，雙方簽訂了法律協議和相應的保密協議，C羅支付了37.5萬美元，強姦指控被撤銷。受害人爆料稱，當日她在拉斯維加斯一所夜總會與C朗相遇，其後邀請她到泳池套房參加派對，受害人更換泳衣時，C朗闖入並要求受害人為他口交。及後在受害人表達強烈抗拒的情形下強姦受害人。受害人表示事後C朗曾下跪請求原諒。
不過，C羅的經紀人否認了這一說法，聲稱該報導屬子虛烏有，因為他們並沒有提供足夠有力的證據。C羅此後表示這是雙方同意的性行為。
多年後，受害人仍因件事深受創傷，未能擺脫被強姦的陰影，加上受#MeToo運動影響，決定提出起訴。2018年10月1日，拉斯維加斯警方宣佈重啓調查。10月3日，C羅發Twitter表示堅決否認針對自己的強姦指控。
2019年11月，法院認定封口協議有效，在庭審中，C羅贏下了性侵案官司。法官駁回馬約爾加對C羅的強姦指控，同時也認定封口協議有效。贏得庭審官司之後，C羅律師團隊指責了馬約爾加，指出相關文件部分細節被篡改和偽造。而馬約爾加的強姦案起訴，也極大地影響了C羅聲譽。
C羅代表律師克里斯蒂安森要求美國法院懲罰代表馬約爾加的律師。萊斯利·馬克·斯托瓦爾想方設法玷污這位足球運動員的名聲，並帶領馬約爾加開始新流程以獲取更多資金。C羅為此起訴了他。
2023年2月，法庭再次做出有利於克里斯蒂亞諾的裁決。因此，斯托瓦爾將支付334,637.50美元的法律費用。

### 逃稅風波
2017年7月，C羅被指控在2011年至2014年間以欺詐手段逃避達1500萬歐元的稅收，但他否認了這一說法，一直聲稱自己清白，卻私下向稅局提出和解協議換取無需入獄，承認自己犯下了逃稅罪。2018年5月，西班牙稅務機關拒絕了C羅1400萬歐元的和解協議。
2018年6月15日，C羅因偷稅漏稅被輕判2年監禁，另須向西班牙稅務局繳納1880萬歐元的罰款。據報導，由於C羅沒有前科，而且刑期剛好不超過2年（如果依法處罰的話，C羅應至少入獄7年），因此他可以逃避入獄刑責（等同於緩刑）。當天，C羅補繳了稅金以避免入獄。
2018年7月，C羅正式轉會至尤文圖斯。然而西班牙財政部依然警告C羅，表示如果他還有其它稅務方面的罪行，該部將聯合警方採取跨國逮捕的措施。7月下旬，據西班牙媒體報導，C羅已經與西班牙法律部門達成正式協議，接受西班牙方面的判罰。
2019年1月22日，西班牙馬德里省級法院就逃稅輕判C羅23個月有期徒刑緩期執行，並處罰金超過1900萬歐元。

### 世界盃「上帝之髮」
2022年11月29日凌晨，葡萄牙對烏拉圭的世界盃H組賽事中，開紀錄的一球出現入球功臣誰屬的爭議。葡萄牙隊般奴費南迪斯左路傳中，皮球彈地直入，國際足協（FIFA）最終判入球歸他，而非入楔起跳、曾施展頭槌的C羅。C羅稱，自己在開紀錄一球最後觸球，仍有可能刷新個人保持的國際賽入球紀錄。C羅賽後向英國名嘴皮爾斯·摩根發送短訊，後者在Twitter這樣寫：「C羅向我證實他的頭碰到了皮球，就連般奴也同意。」該屆官方足球贊助商adidas發表聲明，指出球內設有高敏感度的感應器，亦肯定C羅在入球過程中沒有接觸到皮球。最終，C羅的「入球」只被FIFA承認了5分鐘，即改回般奴為建功者，令C羅在世界盃決賽周入球數維持8球。事後，有網友創造了「Hair of God」（上帝之髮）一詞，比擬當年阿根廷球王馬勒當拿「Hand of God」（上帝之手）的爭議入球。

## 外部連結
- 基斯坦奴·朗拿度在国际奥林匹克委员会的资料
- C.朗拿度資料（曼聯官方網站）
- C.朗拿度資料（英超官方網站）
- Soccerway資料庫：基斯坦奴·朗拿度
- 基斯坦奴·朗拿度的Facebook專頁
- 基斯坦奴·朗拿度的X（前Twitter）
- 基斯坦奴·朗拿度的新浪微博
- 基斯坦奴·朗拿度的Instagram帳戶
- YouTube上的基斯坦奴·朗拿度頻道